# Ebolafieber-Epidemie 2014 bis 2016

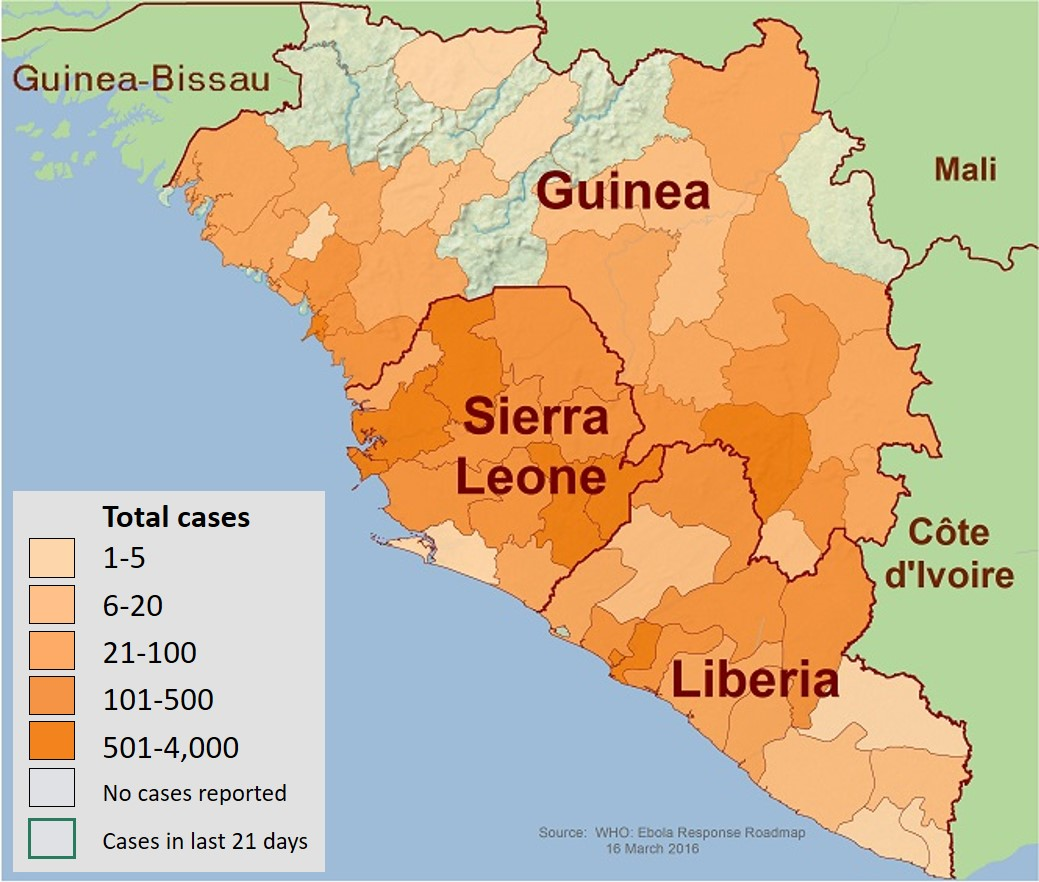
Regionale Verteilung der Erkrankungsfälle in Guinea, Liberia und Sierra Leone, unterschieden nach Regionen mit neuen Fällen in den letzten 21 Tagen (grün umrandet), bekannten Fällen (Ocker, die Färbung gibt die Fallzahl an) und Regionen ohne Fälle (hellgrau)

Regionale Verteilung der bestätigten und verdächtigen Erkrankungsfälle in Guinea, Liberia und Sierra Leone, Darstellung bis 14. September 2014 (6 Entwicklungsschritte)

Die Ebolafieber-Epidemie, die 2014 in mehreren westafrikanischen Ländern ausbrach und Anfang 2016 für beendet erklärt wurde, gilt nach der Zahl der erfassten Erkrankungen und Todesfälle als bisher (Stand Juni 2019) größte ihrer Art seit der Entdeckung des Ebolavirus 1976.
Nach Angaben der Weltgesundheitsorganisation erkrankten im Verlauf der Epidemie – einschließlich der Verdachtsfälle – 28.639 Menschen an Ebolafieber, von denen 11.316 starben. Die Ermittlung dieser Fallzahlen, die auf Meldungen der Gesundheitsbehörden der betroffenen Länder beruhen, ist u. a. aufgrund unzureichender Laborkapazitäten nicht gesichert, so dass die WHO von einer deutlich höheren Dunkelziffer ausgeht. Die gemeldeten Neuinfektionen verdoppelten sich in den ersten neun Monaten etwa alle drei bis vier Wochen, verharrten im letzten Quartal 2014 auf hohem Niveau mit großen regionalen Schwankungen und gingen zum Jahreswechsel deutlich zurück. Eine Untersuchung ausgewählter Fälle, bei denen der klinische Verlauf dokumentiert ist, ergab, dass in den ersten neun Monaten nach Ausbruch der Epidemie (Stand: 14. September 2014) etwa 71 % der eindeutig von der Krankheit Betroffenen gestorben sind.
Die Epidemie begann Anfang 2014 im Südosten Guineas (Indexfall Dezember 2013) und wurde im März offiziell bekanntgegeben. In den folgenden Monaten wurden in den benachbarten Ländern Sierra Leone und Liberia weitere Erkrankungen gemeldet, Anfang August auch in Nigeria. Erste Fälle traten am 29. August im Senegal und am 24. Oktober in Mali auf. Ende September 2014 wurde in den USA erstmals ein Fall von Ebolafieber außerhalb Afrikas nachgewiesen. Am 6. Oktober folgte die erste bestätigte Infektion in Spanien und am 29. Dezember 2014 im Vereinigten Königreich. Der Ebolafieber-Ausbruch in der Demokratischen Republik Kongo, der Ende August 2014 bekannt wurde, stand in keinem direkten epidemiologischen Zusammenhang mit den Ebolafieber-Fällen in Westafrika.
Wegen der Epidemie riefen zunächst Liberia und Sierra Leone den Notstand aus, am 8. August 2014 auch Nigeria. Die Grenzen zwischen den Staaten wurden geschlossen und der internationale Verkehr aufgrund von Reisewarnungen zum Teil eingeschränkt. Am selben Tag deklarierte die WHO die Epidemie nach Beratungen des zuständigen Notfallausschusses zur „Gesundheitlichen Notlage internationaler Tragweite“ (Public Health Emergency of International Concern, PHEIC). Am 12. August 2014 erklärte die Weltgesundheitsorganisation den Einsatz experimenteller, jedoch noch nicht zugelassener Wirkstoffe zur Bekämpfung der Epidemie für ethisch vertretbar. Am 18. September 2014 gab UN-Generalsekretär Ban Ki-moon im UN-Sicherheitsrat die UN-Mission UNMEER bekannt, die in den von der Epidemie betroffenen Ländern Notfallhilfe leisten soll.
Die WHO erklärte die Epidemie am 17. Oktober 2014 für Senegal, am 20. Oktober 2014 für Nigeria und am 2. Dezember 2014 für Spanien als beendet. Seit dem 24. Dezember 2014 gelten die USA, seit 19. Januar 2015 Mali und seit 7. März 2015 das Vereinigte Königreich als frei von Ebolafieber. Ab Januar 2015 entspannte sich die Lage in Liberia, das am 9. Mai 2015 als erstes der drei am stärksten betroffenen Länder für ebolafrei erklärt wurde. Am 29. Juni wurde bekanntgegeben, dass es am 24. Juni einen weiteren Ebola-Toten in Liberia gegeben hatte. In Guinea und Sierra Leone breitete sich die Epidemie zumindest regional weiter aus. Am 14. Januar 2016 wurde die Epidemie im vorerst letzten betroffenen Land, Liberia, für beendet erklärt. Schon am darauffolgenden Tag trat jedoch eine Neuinfektion in Sierra Leone auf. Mitte März 2016, kurz nachdem die WHO Westafrika zum zweiten Mal für ebolafrei erklärt hatte, traten auch in Guinea neue Erkrankungen und Verdachtsfälle auf. Das letzte Mal wurde Liberia am 9. Juni 2016 für ebolafrei erklärt.
Die Schwere des Epidemieverlaufs wurde zunächst auf das erstmalige Auftreten der Krankheit in diesem Teil des Kontinents zurückgeführt. Auch die mangelnde medizinische Infrastruktur nach langer Zeit des Bürgerkriegs trug zum Verlauf bei. Schließlich wurde bekannt, dass bereits in den frühen 1980er Jahren das Vorhandensein des Virus in Liberia für die späten 1970er Jahre nachgewiesen worden war, vor allem in Waldgebieten an der Grenze zu Guinea, aber wegen HIV und Bürgerkrieg die Gefahr hämorrhagischer Fieber keine Beachtung fand.

## Charakterisierung der Virusvariante

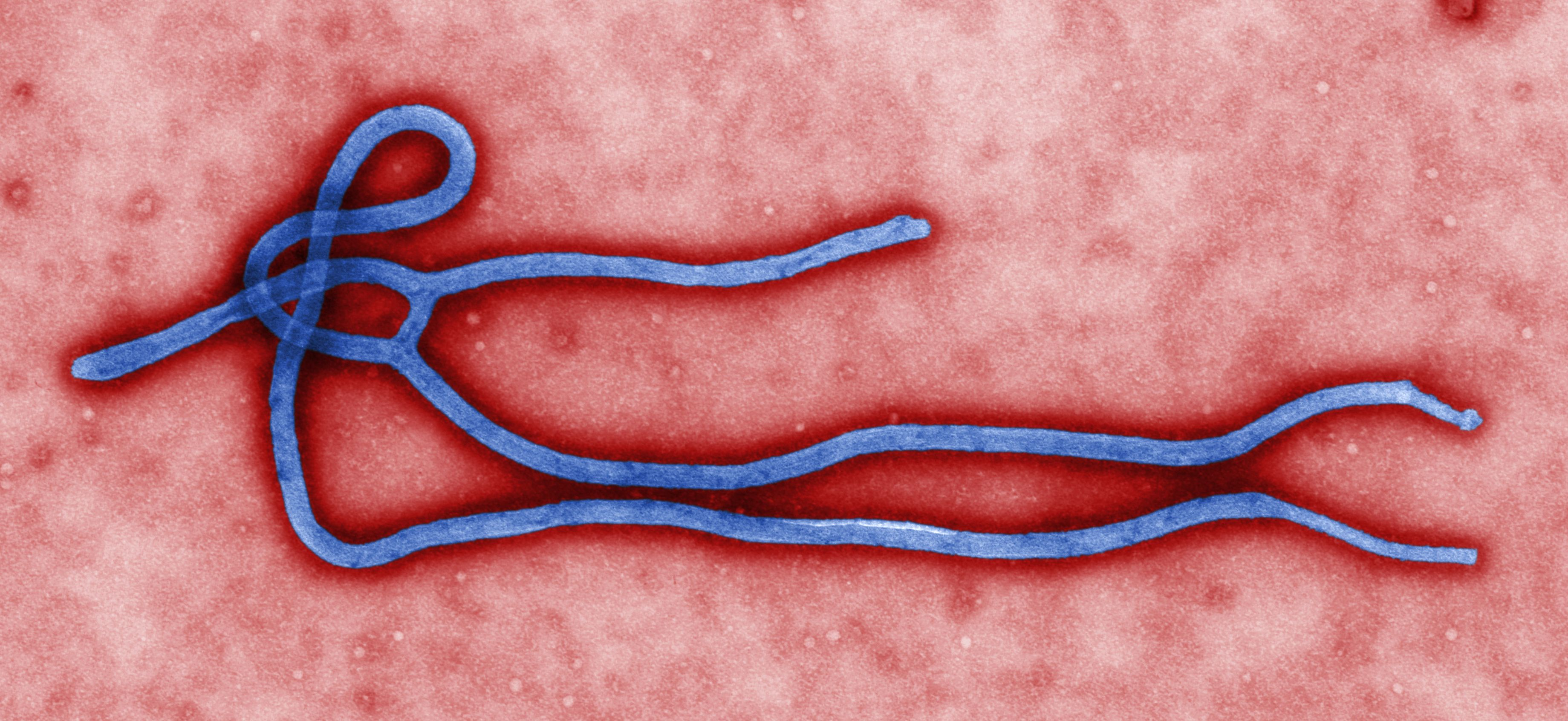
TEM-Aufnahme des Virions eines Ebolavirus (nachträglich koloriert)

Ende März 2014 zeigten erste Sequenzdaten von Teilen des viralen Genoms, dass der Ausbruch durch eine Variante der Virusspezies Zaire-Ebolavirus (EBOV) der Gattung Ebolavirus verursacht wurde. Diese ersten Daten des Institut Pasteur stützten sich auf Teilsequenzen des L-Gens, das für die virale RNA-Polymerase kodiert.
Eine Studie vom April 2014 wies mit hoher Wahrscheinlichkeit nach, dass sich die Epidemie (ohne den Ausbruchsherd in der DR Kongo) von einer einzigen humanen Infektion im Dezember 2013 ausbreitete. Weiter zeigte die Studie mittels der phylogenetischen Analyse einer ersten vollständigen Sequenzierung des Virus aus 20 Patientenisolaten, dass es sich um einen eigenen Cluster innerhalb der Klade der Virusspezies handelte: Er unterschied sich deutlich von den Clustern der Isolate, die von früheren Ausbrüchen in Gabun und der Demokratischen Republik Kongo (ehemals Zaire) bekannt sind.
Eine weitere Untersuchung legte nahe, dass es sich um eine Abstammungslinie des EBOV handelte, die sich in den vergangenen Jahrzehnten von Zentralafrika nach Guinea und Westafrika ausgebreitet hatte und kein abweichendes und endemisches Virus darstellte. Die geschätzte Abspaltung der Linie, die den Ausbruch verursachte, von der zentralafrikanischen Linie, die die Ausbrüche in Kongo und Gabun verursachte, vollzog sich um das Jahr 2002. Wann und wie die Virusvariante nach Westafrika gelangte, könne ohne weitere Gensequenzierungen, speziell von den tierischen Reservoirwirten, nicht benannt werden.
Eine Studie zur Stammbaumbestimmung mittels molekularer Uhr erhärtete die Zugehörigkeit der Ausbruchsvariante zur zentralafrikanischen Linie und schloss auf eine Trennung der Linien um die Jahre 1999 oder 2001.
Die bislang identifizierten Varianten des Zaire-Ebolavirus sind durch eine hohe Letalität gekennzeichnet, siehe unten.

## Ausbreitungsdynamik

### Überblick
| Land | Erkrankungs- fälle | Todesfälle |
| --- | ------------------ | ---------- |
| Sierra Leone                                                                                            | 14.124*            | 3.956*     |
| Liberia                                                                                                 | 10.675*            | 4.809*     |
| Guinea                                                                                                  | 3.804*             | 2.536*     |
| Nigeria                                                                                                 | 20                 | 8          |
| Mali | 8*                 | 6*         |
| Vereinigte Staaten                                                                                      | 4                  | 1          |
| Italien                                                                                                 | 1                  | 0          |
| Senegal                                                                                                 | 1                  | 0          |
| Spanien                                                                                                 | 1                  | 0          |
| Vereinigtes Königreich                                                                                  | 1                  | 0          |
| Insgesamt                                                                                               | 28.639             | 11.316     |
| Stand: 13. März 2016, veröffentlicht am 16. März 2016 * Bestätigte, wahrscheinliche und Verdachtsfälle. |                    |            |

Die hier dargestellten Zahlen basieren auf den Veröffentlichungen der WHO im Rahmen der Situation Reports. In der Tabelle sind alle Krankheitsfälle seit Beginn des Ausbruchs dargestellt. In dieser Form lassen die Fallzahlen keine Aussage über den aktuellen Krankenstand zu. Seit Mitte September 2014 wird in den WHO-Berichten auf die geringe Verlässlichkeit der Daten aus den betroffenen Ländern (insbesondere Liberia) hingewiesen. Seit Oktober enthalten die Situation Reports eine Bemerkung, dass die gemeldeten Zahlen als zu gering zu betrachten sind (“EVD cases are under-reported”). Die Centers for Disease Control and Prevention (CDC) nannten einen Korrekturfaktor von 2,5. (Zur Erhebung der Zahlen, Dunkelziffer, Fallzahlen siehe Details im Abschnitt Ermittlung der Fallzahlen.)
Im Verlauf des Jahres 2014 infizierten sich rund 20.200 Menschen und rund 7.900 starben.
Am 17. Oktober 2014 wurde die Epidemie im Senegal und am 20. Oktober in Nigeria für beendet erklärt. Dies nach einer Zeit von 21 Tagen ohne Neuinfektion und Überwachung der ermittelten Kontaktpersonen von Infizierten. Das Gleiche geschah am 2. Dezember 2014 für Spanien. Am 24. Dezember 2014 wurden die USA von der WHO als vormals betroffen (previously affected countries) bezeichnet und die Seuche somit dort für beendet erklärt. Danach wurde eine 42-Tage-Frist eingeführt: Ein Land gilt nun als frei von Ebolafieber, wenn seit dem letzten Fall (verstorben oder doppelt negativ getestet) 42 Tage verstrichen sind und alle Kontakte verfolgt wurden. Am 19. Januar 2015 wurde Mali nach Ablauf dieser Frist für frei von Ebolafieber erklärt (free of Ebola virus disease). Im Vereinigten Königreich lief am 7. März 2015 die 42-Tage-Frist ab, nachdem am 23. Januar die einzige Patientin als geheilt entlassen wurde.
Das letzte betroffene Land war Liberia: Hier wurde die Epidemie am 14. Januar 2016 für beendet erklärt, was die WHO veranlasste, die gesamte Ebolafieber-Epidemie in Westafrika etwa zwei Jahre nach ihrem Ausbruch offiziell für beendet zu erklären. Bereits einen Tag später wurde ein Todesfall in Sierra Leone als neuer Ebolafall bestätigt.

### Westafrika
Die drei hauptsächlich betroffenen Staaten haben folgende Einwohnerzahlen:
Guinea: 11.474.000 (Schätzung Juli 2014)
Liberia: 4.092.000 (Schätzung Juli 2014)
Sierra Leone: 5.744.000 (Schätzung Juli 2014)
In diesen drei Staaten leben in Summe über 21 Millionen Menschen.

#### Guinea

Verlauf in Guinea (gestrichelt: inkl. Verdachtsfälle)
Bestätigte Erkrankungsfälle
Bestätigte Todesfälle

Das Gesundheitsministerium Guineas unterrichtete am 23. März 2014 die WHO offiziell von einem Ausbruch von Ebolafieber. Nach epidemiologischen Recherchen vor Ort konnte retrospektiv ein erster Infektionsfall in Guinea bereits im Dezember 2013 identifiziert werden. Es war ein zweijähriger Junge aus Méliandou, der am 28. Dezember an den Folgen der Krankheit starb. Bis zum 22. März wurden danach in südöstlichen Waldgebieten Guineas 49 Erkrankungsfälle (davon 29 Todesfälle) erfasst. Die Erkrankungen waren auf die Präfekturen Guéckédou, Macenta und Nzérékoré innerhalb der Region Nzérékoré sowie auf die Präfektur Kissidougou innerhalb der Region Faranah beschränkt, zwei dieser Präfekturen grenzen an Sierra Leone bzw. Liberia. Weitere Verdachts- und Todesfälle aus der Hauptstadt Conakry wurden zu diesem Zeitpunkt noch untersucht. Unter den Toten befanden sich vier medizinisch tätige Personen. Am 25. März 2014 gab das Gesundheitsministerium Guineas bekannt, dass die Verdachtsfälle in Conakry sich virologisch als negativ herausgestellt hätten, kurz darauf wurden jedoch auch bestätigte Erkrankungs- und Todesfälle aus Conakry gemeldet. Am Institut Pasteur in Lyon konnte in sechs von sieben Blutproben das Ebolavirus mittels PCR direkt nachgewiesen werden. Erste Teilsequenzen des L-Gens deuten auf einen der Subtypen der Virusspezies Zaire-Ebolavirus hin. Es handelt sich damit um das erste dokumentierte Auftreten dieses Virus in Guinea.
Ende März 2014 wurden die ersten Fälle aus den Präfekturen Dabola und Dinguiraye innerhalb der Region Faranah bekannt. Im April 2014 hatte sich die räumliche Verteilung der Epidemie kaum verändert, die Anzahl der Infizierten war auf 197 gestiegen. Mitte Mai 2014 lag die Zahl der Infizierten bei 248 und seit über einem Monat gab es keine neuen Fälle in Kissidougou, Macenta, Dabola und Djingaraye, seit 19 Tagen keine neuen Fälle aus Conakry. Ende Mai wurden jedoch Infektionen aus vier bisher nicht betroffenen Gebieten gemeldet: aus den Präfekturen Boffa und Boké in der gleichnamigen Region Boké im Nordwesten Guineas sowie aus den Präfekturen Télimélé und Dubréka in der Region Kindia, die an Sierra Leone grenzt. Zu weiteren Übertragungen kam es in der Hauptstadt und in den Präfekturen Guéckédou und Macenta. Die WHO gab an, dass „hartnäckiger, öffentlicher Widerstand“ (persistent community resistance) dafür mitverantwortlich sei. Im Juni 2014 war zusätzlich die Präfektur Kouroussa in der Region Kankan betroffen, die Anzahl der Infizierten insgesamt betrug Mitte Juni knapp 400.
Mitte Juli (Veröffentlichung vom 21. Juli 2014) lag die Zahl der Infizierten bei 410, die Epidemie war in Conakry und den Präfekturen Guéckédou, Boffa, Dubréka und zusätzlich Fria (Region Boké) aktiv. Bis Ende Juli (Veröffentlichung vom 4. August 2014) kamen drei weitere Präfekturen hinzu: Pita in der Region Mamou sowie Siguiri und Kouroussa in der Region Kankan, die Zahl der Infizierten lag bei etwa 490. Bis Mitte August (Veröffentlichung vom 19. August 2014) wurden auch Fälle aus den Präfekturen Yomou und Nzérékoré in der Region Nzérékoré gemeldet, weiterhin betroffen waren die Präfekturen Guéckédou und Macenta (beide ebenfalls in der Region Nzérékoré), Siguiri und Kouroussa (Region Kankan), Pita (Region Mamou), Dubréka (Region Kindia) sowie die Hauptstadt Conakry, die Zahl der Infizierten war auf etwa 530 gestiegen. Bis Ende August blieb die Epidemie auf diese neun Präfekturen beschränkt, wobei in der Präfektur Guéckédou die meisten Fälle auftraten. Die Zahl der Infizierten in Guinea stieg auf etwa 770.
Bis Mitte September 2014 waren neben der Hauptstadt 12 Präfekturen in sechs Regionen betroffen, im Westen des Landes Conakry, Boffa (Region Boké), Dubréka, Coyah und Forécariah (Region Kindia), Pita und Dalaba (Region Mamou); im Südosten des Landes Guéckédou, Macenta, Nzérékoré und Yomou (Region Nzérékoré), Kissidougou (Region Faranah) und Kérouané (Region Kankan). Mitte September lag die Zahl der Infizierten bei etwa 940.
Bis Ende September wurden neue Krankheitsfälle in der Präfektur Kindia (Region Kindia) und in den Präfekturen Beyla und Lola (Region Nzérékoré) registriert, wobei diese beiden an die Elfenbeinküste grenzen. Die Zahl der Infizierten stieg auf etwa 1200. Im Oktober verschlimmerte sich die Lage weiter, pro Woche wurden etwa 100 bestätigte neue Fälle gemeldet. Viele Neuinfektionen wurden aus den Präfekturen Guéckédou und Macenta sowie aus der Hauptstadt gemeldet. Mitte des Monats waren außerdem die Präfekturen Coyah (grenzt an Conakry), Nzérékoré und Kérouané besonders betroffen. Auch in der im Nordwesten gelegenen Präfektur Boké, die an Guinea-Bissau grenzt, war die Epidemie wieder aktiv. Die Zahl der Infizierten betrug insgesamt rund 1500. Ende Oktober 2014 waren Conakry und die drei südöstlich gelegenen Präfekturen Kérouané, Macenta und Nzérékoré am stärksten betroffen, die Zahl der Infizierten insgesamt wurde mit knapp 1700 angegeben.
Im November 2014 meldete die WHO, dass die Inzidenzrate für Guinea insgesamt als stabil zu bezeichnen sei. Es wurden etwa 100 Neuinfektionen pro Woche gemeldet. Immer noch kritisch war die Lage im Südosten des Landes, im Grenzgebiet zu Liberia. Viele Neuinfektionen wurden weiterhin aus den Präfekturen Nzérékoré, Macenta und Kérouané gemeldet, außerdem aus Beyla (Region Nzérékoré) und Siguiri (Region Kankan) an der Grenze zu Mali. Hingegen gab es in Guéckédou nur eine Neuinfektion innerhalb von drei Wochen. Im November wurde der Fall eines Imam aus dem Dorf Kourémalé (direkt an der malischen Grenze) in der Präfektur Siguiri bekannt. Seine Reise nach Mali sorgte dort für weitere Infizierte. Bei seiner Beerdigung Ende Oktober waren Tausende von Trauergästen in Kourémalé anwesend, einige von ihnen berührten den Leichnam im Rahmen der traditionellen Begräbniszeremonie. Als Folge wurden Anfang bis Mitte November mehrere Neuinfektionen und daraus resultierende Infektionsketten in Guinea gemeldet, die von Epidemiologen der WHO untersucht werden. Insgesamt waren bis Mitte November neben der Hauptstadt 23 Präfekturen in sechs Regionen von der Epidemie betroffen. Die Zahl der Infizierten insgesamt lag bei etwa 1970, davon waren 86 % der Fälle laborbestätigt.
Anfang Dezember 2014 wurden erneut zahlreiche Infektionen und einige Todesfälle vermeldet. Nach Angaben der Weltgesundheitsorganisation WHO sind in Guinea und Sierra Leone rund 17.800 Infektionen registriert worden. Die Zahl der Toten ist auf mehr als 6300 gestiegen.
Mitte 2015 gab es weiterhin laufend einzelne Neuerkrankungen. Ebolaverdachtsfälle wurden im Westen des Landes und in der Hauptstadt bestätigt. Am 29. Dezember 2015 wurde das Land schließlich für ebolafrei erklärt. An den persönlichen, sozialen und wirtschaftlichen Folgen leidet Guinea noch Jahre danach, insbesondere in den betroffenen Dörfern und Städten Waldguineas.

#### Liberia

Verlauf in Liberia (gestrichelt: inkl. Verdachtsfälle)
Bestätigte Erkrankungsfälle
Bestätigte Todesfälle Bei den aus Liberia gemeldeten Daten weist die WHO auf eine geringe Verlässlichkeit hin, siehe Ermittlung der Fallzahlen

Wegen der unmittelbaren Nachbarschaft zum Ausbruchsgebiet in Guinea wurden in Liberia im März 2014 erste Verdachtsfälle untersucht. Ende März 2014 wurden die ersten bestätigten Fälle von Ebolafieber aus Foya im Lofa County, einer von 15 Verwaltungsregionen des Landes gemeldet. Wie kurz danach bekannt wurde, reiste eine Infizierte von dort in die Hauptstadt Monrovia im Montserrado County und in das benachbarte Margibi County. In Liberia breitete sich die Epidemie schnell räumlich aus. Im April 2014 wurden bereits Infizierte aus sechs Verwaltungsregionen gemeldet: Lofa County, Bong County, Nimba County (alle drei an der Grenze zu Guinea gelegen), Montserrado County, Margibi County und Grand Cape Mount County. Mitte Mai 2014 erschien die epidemiologische Entwicklung in Liberia weniger besorgniserregend, da keine neuen Fälle gemeldet wurden. Ende Mai wurde ein weiterer Fall aus Foya bekannt, der Verstorbene wurde nach Sierra Leone gebracht und dort in seiner Heimat im Distrikt Kailahun begraben. Im Juni 2014 wurden wieder neue Infektionen registriert, Mitte des Monats gab es etwa 30 Infektionsfälle.
Mitte Juli (Veröffentlichung vom 21. Juli 2014) lag die Zahl der Infizierten bei etwa 200, die Epidemie war in sechs Verwaltungsregionen (Counties) aktiv, im Lofa, Montserrado, Margibi, Bong, Nimba und neu im Bomi County. Bis Ende Juli (Veröffentlichung vom 4. August 2014) kamen drei weitere Regionen hinzu: Grand Cape Mount, Grand Bassa und River Cess County, die Zahl der Infizierten war auf etwa 470 gestiegen. Bis Mitte August (Veröffentlichung vom 19. August 2014) wurden aus diesen neun Counties etwa 830 Krankheitsfälle gemeldet. Bis Ende August wurden aus drei weiteren Regionen Fälle gemeldet, Grand Gedeh, River Gee und Sinoe County, somit waren 12 von 15 Regionen betroffen. Besonders stark betroffen waren Lofa County und die Hauptstadt Monrovia. Die Zahl der Infizierten in Liberia stieg auf etwa 1700.
Anfang September 2014 stiegen die Fallzahlen in Liberia nochmals deutlich an, geografisch waren 12 der 15 Regionen betroffen, der Verteidigungsminister Brownie Samukai sprach von einem „Flächenbrand“. Immer noch wurden besonders viele Fälle aus Monrovia und dem Lofa County gemeldet, das an die Präfekturen Guéckédou und Macenta in Guinea grenzt, die ebenfalls viele Infizierte aufwiesen. Mitte September lag die Zahl der Infizierten bei etwa 2700, einen großen Anstieg gab es dabei in der Hauptstadt. Bis Ende September wurden auch aus Bong, Margibi, Grand Bassa und Nimba County viele Neuinfektionen gemeldet. Geografisch waren zu diesem Zeitpunkt 13 der 15 Regionen betroffen, die Zahl der Infizierten stieg auf etwa 3800. Im Oktober 2014 merkte die WHO in ihren Berichten an, dass die von den Gesundheitsbehörden Liberias gemeldeten Fallzahlen an Zuverlässigkeit verlieren und dass ein verlangsamter Anstieg von Neuerkrankungen im Gegensatz zu Berichten der Helfer vor Ort stehe. Anfang Oktober wurden pro Woche etwa 200 Neuinfektionen gemeldet, vor allem aus Monrovia, Mitte des Monats waren außerdem Bong und Margibi County besonders betroffen. Die Zahl der Infizierten betrug insgesamt knapp 4300. Liberia blieb das am stärksten betroffene Land. Pro Woche wurden etwa 450 Neuinfektionen gemeldet, wobei die WHO zu diesem Zeitpunkt die Summe der bestätigten, wahrscheinlichen und Verdachtsfälle meldete, da die Anzahl der laborbestätigten Fälle als zu gering betrachtet wurde (“under-reported”). Bis Ende Oktober 2014 hatte jede der 15 Verwaltungsregionen Fälle von Ebolafieber gemeldet, besonders stark betroffen waren zu diesem Zeitpunkt Montserrado County mit der Hauptstadt, Bong, Margibi und Nimba County, letzteres grenzt an die Elfenbeinküste. Hingegen ging die Zahl der Neuinfektionen im Lofa County zurück, was als Ergebnis der durchgeführten Eindämmungsmaßnahmen gedeutet wurde. Da die staatlichen Gesundheitsbehörden im Oktober über mehrere Tage keine Fallzahlen veröffentlichten konnten und die gemeldeten Daten teilweise widersprüchlich waren (siehe Ermittlung der Fallzahlen), war die WHO angesichts der nicht mehr steigenden Zahl an Neuinfektionen skeptisch. Sie schrieb dazu im Situation Report: “The capacity to capture a true picture of the situation in Liberia remains hamstrung by underreporting of cases.” (übersetzt etwa „Die Fähigkeit, ein wahres Bild der Situation in Liberia zu erfassen, bleibt gelähmt durch die Dunkelziffer bei der Ermittlung der Fälle.“) Bis zum 31. Oktober 2014 wurde die Zahl der Infizierten insgesamt mit mehr als 6500 angegeben, was sich in der grafischen Darstellung als deutliche Steigung erkennen lässt. Die Zahl der laborbestätigten Infektionen stieg in einer Woche von knapp 1000 auf über 2500 Fälle, dies wurde im Situation Report mit einer verspäteten Meldung durch die Behörden erklärt.
Im November 2014 meldete die WHO, dass es Anzeichen für einen Rückgang der Neuinfektionen für Liberia insgesamt gäbe. Gleichwohl bleibe die Situation in Monrovia und dem umgebenden Montserrado County kritisch. Rückwirkend wurde bestätigt, dass die Anzahl der Neuinfektionen pro Woche von Mitte September bis Mitte Oktober rückläufig war. Die in liberianischen Medien im Oktober 2014 gemeldete vorsichtige Entwarnung wurde auch in der internationalen Berichterstattung aufgenommen. Wie verlässlich die aus Liberia gemeldeten Daten sind, ist aktuell immer noch kritisch zu hinterfragen. So waren im Oktober 2014 von den gemeldeten Infektionen weniger als 40 % laborbestätigt. Im November wurden etwa 160 Neuinfektionen pro Woche gemeldet. Immer noch viele Neuinfektionen gab es im Montserrado County mit der Hauptstadt sowie im Margibi, Bong und River Cess County. Hingegen gab es im Lofa County keine Neuinfektion innerhalb von drei Wochen. Der Erfolg der Eindämmungsmaßnahmen im Lofa County wurde auch durch die CDC und Ärzte ohne Grenzen bestätigt. Die Zahl der Infizierten insgesamt lag Mitte November bei über 7000. Nachdem Liberia seit dem 9. Mai 2015 als ebolafrei galt, wurde am 30. Juni 2015 eine Neuerkrankung mit Todesfolgen dokumentiert. Seit dem 3. September 2015 galt Liberia wieder als frei von Ebola. Am 19. November 2015 wurde jedoch abermals eine Neuinfektion gemeldet. Erst am 14. Januar 2016 wurde Liberia – als letztes Land überhaupt – für frei von Ebola erklärt, so dass die Epidemie damit weltweit als beendet gilt.

#### Sierra Leone

Verlauf in Sierra Leone (gestrichelt: inkl. Verdachtsfälle)
Bestätigte Erkrankungsfälle
Bestätigte Todesfälle

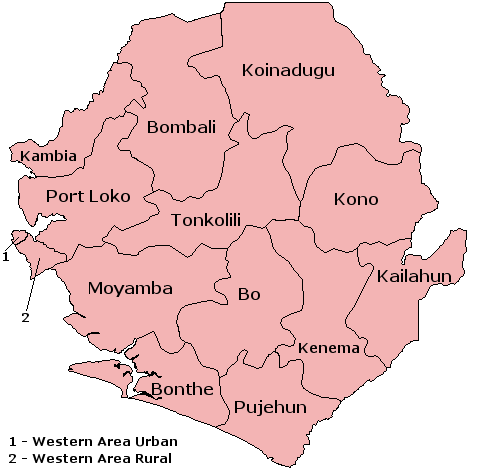
Karte der Distrikte in Sierra Leone, diese werden zu drei Provinzen und einem Gebiet zusammengefasst.

Wegen der unmittelbaren Nachbarschaft zum Ausbruchsgebiet in Guinea wurden in Sierra Leone im März 2014 ebenfalls Untersuchungen auf das Ebolavirus durchgeführt. Zwei in Guinea an Ebolafieber verstorbene Personen wurden in ihrer Heimat Sierra Leone begraben, die dabei beteiligten Kontaktpersonen wurden über einen Zeitraum von 21 Tagen überwacht und entwickelten keine Symptome. Bis Anfang Mai 2014 wurden mehr als 100 Proben von Patienten mit hämorrhagischem Fieber untersucht, in einigen Fällen wurde Lassafieber diagnostiziert, Ebolaviren wurden nicht nachgewiesen. Am 28. Mai 2014 wurden jedoch die ersten 16 Fälle (davon sieben laborbestätigt) in Sierra Leone bekanntgegeben. Die Infektionen waren zunächst auf einen der 14 Distrikte begrenzt, sie wurden aus Kailahun gemeldet. Dieser Distrikt zählt zur Provinz Eastern (Östliche Provinz) und ist an der Grenze zu Liberia und Guinea (Präfektur Guéckédou) gelegen.

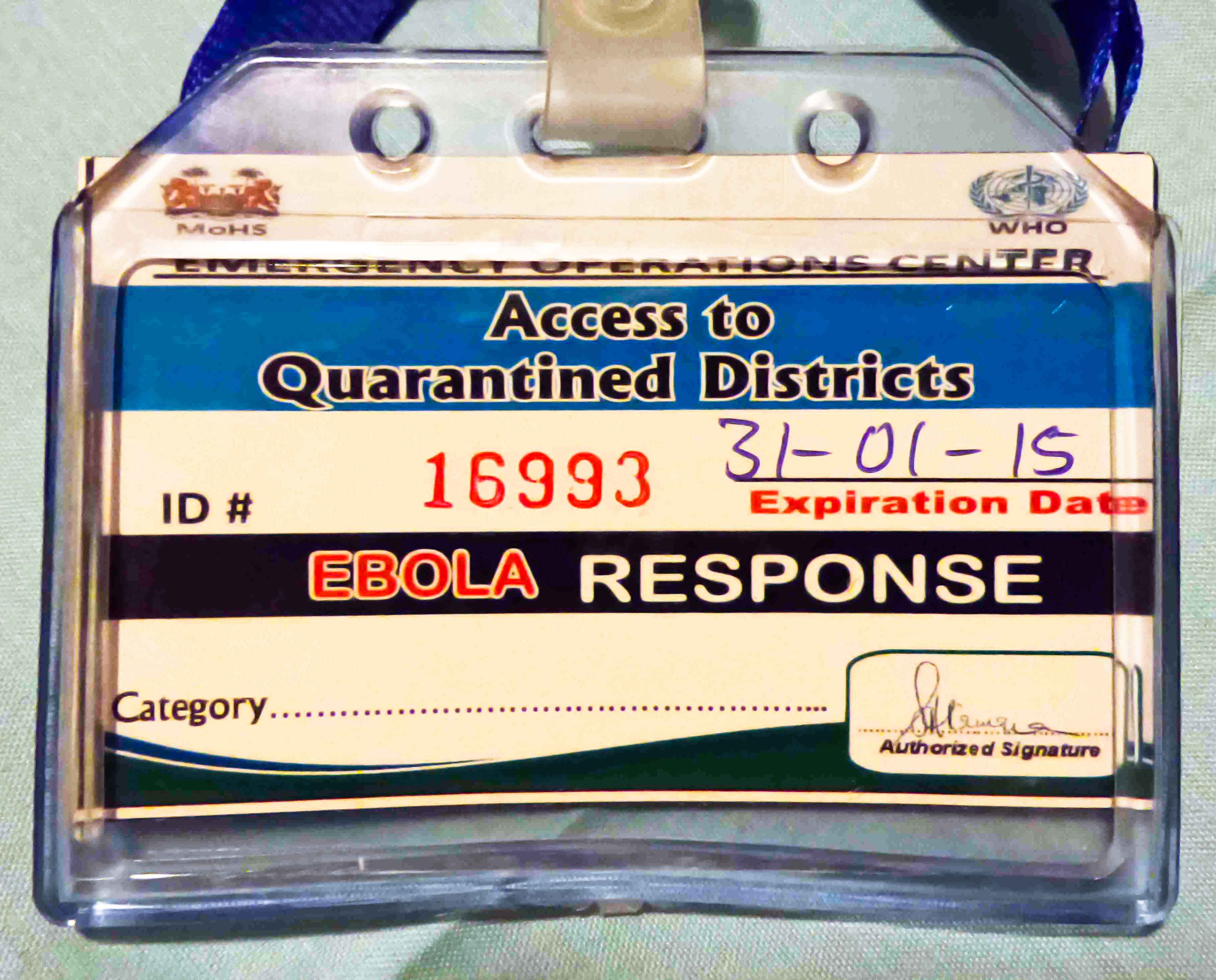
Passierschein für Helfer, der es erlaubt, auch Dörfer, die unter Quarantäne stehen, zu betreten und zu verlassen

Auch in Sierra Leone breitete sich die Epidemie schnell räumlich aus. Ende Mai 2014 wurden bereits 50 Infizierte aus insgesamt fünf Distrikten gemeldet: aus Kailahun und dem angrenzenden Kenema (beide in der Provinz Eastern mit Grenze zu Liberia), aus Koinadugu in der Provinz Northern (Nördliche Provinz, grenzt an Guinea) sowie aus Bo und Moyamba in der Provinz Southern (Südliche Provinz). Aus dem Distrikt Kailahun wurden die meisten Fälle gemeldet. Im Juni 2014 wurden zusätzliche Infektionen aus der Hauptstadt Freetown in der Western Area (Westliches Gebiet) sowie vier Distrikten bekannt, Bombali, Port Loko, Kambia (alle Provinz Northern) und Kono (Provinz Eastern). Die Anzahl der Infizierten insgesamt betrug Mitte Juni etwa 100 und die WHO berichtete, dass eine Identifizierung und Beobachtung der Kontaktpersonen durch die Bevölkerung verhindert wurde.
Mitte Juli (Veröffentlichung vom 21. Juli 2014) lag die Zahl der Infizierten bei etwa 440, die Epidemie war hauptsächlich in sechs Distrikten aktiv, in Kailahun, Kenema, Kambia, Port Loko, Bo und Western mit der Hauptstadt Freetown. Bis Ende Juli (Veröffentlichung vom 4. August 2014) kamen fünf weitere Distrikte hinzu: Tonkolili und Bombali (Provinz Northern), sowie Moyamba, Bonthe und Pujehun (Provinz Southern), die Zahl der Infizierten betrug etwa 650. Im August wurden aus allen 14 Distrikten (einschließlich der Western Area mit der Hauptstadt) Infektionsfälle gemeldet, bis Mitte August (Veröffentlichung vom 19. August 2014) war die Zahl der Infizierten auf etwa 850 gestiegen. Auch Ende August 2014 war Sierra Leone komplett von der Ebolafieber-Epidemie betroffen, die Zahl der Infizierten erreichte etwa 1200. In Kailahun und Kenema war es besonders schwierig, Rückmeldungen über Infizierte oder Tote zu erhalten. Die Fallzahlen in Freetown stiegen allmählich an. Bereits zu dieser Zeit rechnete die Welthungerhilfe mit ca. 150.000 hungernden Menschen als direkte Folge der Krise.
Im September 2014 wurden aus 13 der 14 Distrikte Fälle gemeldet, lediglich im Distrikt Koinadugu in der Northern Province wurden keine Fälle neu registriert. Mitte September lag die Zahl der Infizierten bei etwa 1700, bis Ende des Monats wurden viele neue Infektionsfälle aus der Hauptstadt Freetown und den angrenzenden Distrikten Port Loko und Moyamba sowie aus den Distrikten Bo, Bombali und Tonkolili gemeldet. Ende September war die Zahl der Infizierten auf etwa 2400 angestiegen. Im Oktober verschlimmerte sich die Lage weiter, pro Woche wurden etwa 300 bestätigte neue Fälle gemeldet, später 450 Neuinfektionen pro Woche. Die Epidemie war vor allem in den zuletzt genannten Distrikte aktiv, Mitte des Monats war die Zahl der Infizierten insgesamt auf etwa 3400 gestiegen. Ende Oktober 2014 war Sierra Leone erneut komplett von der Ebolafieber-Epidemie betroffen, besonders aus Freetown und dem angrenzenden Western Area Rural wurden viele Neuinfektionen bekannt, weiterhin angespannt blieb die Situation in den Distrikten Port Loko, Bombali, Tonkolili, Bo und Kenema. Ende Oktober 2014 betrug die Anzahl der Infizierten insgesamt 5300, darunter allerdings mehr als 1200, die als Verdachtsfälle bezeichnet wurden.
Im November 2014 blieb die Situation in Sierra Leone mit mehr als 400 Neuinfektionen pro Woche besorgniserregend. Mitte des Monats gab es mehr als 500 Neuinfektionen pro Woche. Neben Freetown und dem angrenzenden Western Area Rural war die Epidemie in den nordwestlichen Distrikten Port Loko, Bombali und Tonkolili besonders aktiv. Auch der im Zentrum des Landes liegende Distrikt Bo (Provinz Southern) und der Distrikt Koinadugu (Provinz Northern) waren betroffen. Hingegen gab es in den südöstlichen Distrikten Kenema und Kailahun deutlich weniger Neuinfektion, insbesondere für Kenema wurde dies auf die durchgeführten Eindämmungsmaßnahmen zurückgeführt. Die Zahl der Infizierten insgesamt lag Mitte November bei über 6000, davon waren 83 % der Fälle laborbestätigt. Angesichts der hohen Anzahl an Neuinfektionen pro Woche warnte die WHO, dass die Fallzahlen für Sierra Leone bald die von Liberia überschreiten würden.
Mitte 2015 gab es weiterhin laufend einzelne Neuerkrankungen. Im Zentrum und im Westen des Landes, einschließlich der Hauptstadt, wurden Fälle von Ebola bestätigt. Am 7. November wurde Sierra Leone von der Weltgesundheitsorganisation schließlich für ebolafrei erklärt. Am 15. Januar 2016 wurde ein Todesfall in Sierra Leone als neuer Ebolafall bestätigt.

#### Nigeria
Am 20. Juli reiste ein 40-jähriger Liberianer per Flugzeug über Lomé (Togo) nach Lagos in Nigeria. Schon während der Reise traten Symptome einer Ebolafieber-Infektion auf. In Lagos suchte er eine Privatklinik auf, wo die Infektion festgestellt wurde. Der Mann verstarb am 25. Juli. Er wurde Anfang August 2014 als erster Erkrankungsfall (Indexpatient) in Nigeria identifiziert, eine Blutprobe wurde als positiv auf das Ebolavirus getestet. Mit diesem Fall stehen mögliche weitere neun Verdachtsfälle bei Kontaktpersonen (insbesondere medizinischem Personal) in Nigeria in Zusammenhang, davon ein möglicher Todesfall. Recherchen der WHO wiesen nach, dass ein Ausbruch in Port Harcourt, Nigeria, ebenfalls mit dem Indexfall in Verbindung zu bringen war. Insgesamt stieg die Zahl der Infizierten auf 20, davon verstarben 8 Menschen. 891 Kontaktpersonen wurden über eine Zeitspanne von 21 Tagen überwacht und entwickelten keine Krankheitssymptome. Die WHO verkündete am 20. Oktober das Ende der Epidemie in Nigeria, da die doppelte Dauer der maximalen Inkubationszeit, also 42 Tage, verstrichen war, ohne dass eine neue Infektionen registriert worden war.

#### Senegal
Am 29. August wurde der erste bestätigte Fall von Ebolafieber aus dem Senegal bekannt. Nach Angaben des Gesundheitsministeriums handelte es sich um einen Mann, der aus Guinea eingereist war. Der junge Mann hatte einige Tage bei Verwandten in einem Außenbezirk von Dakar gelebt, obwohl er schon Symptome zeigte, eine Infektion mit dem Ebolavirus wurde erst später erkannt. Im September 2014 blieb es im Senegal bei diesem einen Fall. Alle Kontaktpersonen des Infizierten wurden über einen Zeitraum von 21 Tagen überwacht und entwickelten keine Krankheitssymptome. Während dieses Zeitraums berichtete die WHO über die Erkrankungs- und Todesfälle aus Nigeria und dem Senegal mit dem Hinweis, dass es sich um Länder mit Anfangsfällen bzw. mit räumlich begrenzter Übertragung handelt. Am 17. Oktober 2014 wurde das Ende des Ausbruchs verkündet. Die 74 Kontaktpersonen wurden über insgesamt 42 Tage beobachtet und waren nicht infiziert, auch aus anderen Gegenden des Landes wurde kein Ausbruch von Ebolafieber gemeldet. Der junge Mann erholte sich von der Infektion, die Labordiagnostik zeigte ein negatives Ergebnis für das Ebolavirus und er kehrte in sein Heimatland zurück.

#### Mali
Am 24. Oktober 2014 starb ein zweijähriges Mädchen im Krankenhaus des Ortes Kayes im westlichen Mali am Ebolafieber. Der Vater des Kleinkindes war drei Wochen zuvor in Guinea an der Krankheit gestorben. Mehrere Verwandte des Kindes waren ebenfalls kurz zuvor verstorben, bei einigen wurde als Todesursache Ebolafieber ermittelt. Das Kind war daraufhin von Verwandten nach Mali gebracht worden. Auf einer vielstündigen Reise mit einem öffentlichen Reisebus über 1000 km von Guinea nach Mali wies es bereits Symptome auf. Insgesamt wurden 118 Personen, die Kontakt zu dem Kleinkind hatten, über einen Zeitraum von 21 Tagen überwacht, keine davon zeigte Krankheitssymptome.
Am 12. November 2014 wurde der Tod von drei weiteren Personen in der Hauptstadt Bamako bekannt gegeben, die als wahrscheinliche oder bestätigte Ebolafieber-Fälle gelten. Sie hatten keinen Kontakt zu dem Kleinkind. Bis zum 30. November stieg die Zahl der Infizierten auf insgesamt acht an. Sieben Personen, deren Infektion unabhängig von dem ersten Fall erfolgte, hatten sich bei einem aus Guinea eingereisten Imam angesteckt bzw. waren Kontaktpersonen dieser Infizierten. Fünf von ihnen verstarben. Da der Imam bereits in Guinea Symptome zeigte, wird er als guineischer Fall geführt. Er wurde am 25. Oktober 2014 in die Pasteur-Klinik in Bamako eingeliefert, wo er zwei Tage später starb. Es wurden keine Proben für die Labordiagnostik genommen. Zwei an seiner Behandlung beteiligte Personen (ein Krankenpfleger und ein Arzt) erkrankten kurze Zeit später und wurden am 8. November 2014 in ein Krankenhaus eingeliefert. Bei ihnen wurden Ebolaviren nachgewiesen. Auch die Verlobte des Krankenpflegers zeigte am 19. November Symptome. Bei vier weiteren Fällen handelt es sich um Mitglieder einer Familie, die der Imam besucht hatte, bevor er in der Pasteur-Klinik behandelt wurde. Der Tod des Vaters der Familie gilt als wahrscheinlicher Fall von Ebolafieber, da bei ihm keine Proben genommen wurden. Die Infektion der Mutter und eines Sohnes mit Ebolaviren wurde laborbestätigt. Ein weiterer Sohn wurde am 24. November in ein Ebolabehandlungszentrum in Bamako aufgenommen. Es wurden 433 Kontaktpersonen ermittelt, von denen jeweils nach 21 Tagen Beobachtungszeit keine mehr unter Beobachtung steht. Mittlerweile gilt Mali jedoch als frei von Ebolafieber.

### Ebola-Fälle außerhalb Afrikas

#### Vereinigte Staaten
Am 29. September 2014 wurde erstmals ein Fall von Ebolafieber in den USA nachgewiesen. Thomas Eric Duncan, der auf eine Isolierstation im Texas Health Presbyterian Hospital in Dallas eingeliefert wurde, hatte sich in Liberia infiziert. Der Mann hatte sich bereits drei Tage zuvor im Krankenhaus gemeldet, war jedoch nur mit Medikamenten versorgt worden, ohne auf das Ebolavirus getestet worden zu sein. Erst nach Information der CDC wurde dies nachgeholt. Nach Angaben der CDC seien Mitreisende des Fluges von Liberia in die USA nicht gefährdet worden, weil der Patient zu diesem Zeitpunkt noch keine Krankheitssymptome gezeigt habe. Etwa 50 Personen, zu denen der Infizierte in den USA Kontakt hatte, wurden für die Dauer der Inkubationszeit unter Beobachtung gestellt. In dieser Gruppe befinden sich zehn Personen, die direkten Körperkontakt hatten, neben Mitgliedern der Gastfamilie auch Sanitäter. Am 8. Oktober verstarb der Patient im Krankenhaus.
Am 12. Oktober wurde gemeldet, dass sich eine Pflegekraft im Krankenhaus in Dallas bei der Behandlung des ersten Infizierten angesteckt habe. Nachdem bei der Pflegekraft am 10. Oktober Fieber aufgetreten war, erfolgte umgehend eine Isolierung. Ein erster Test auf Ebolaviren war positiv, das Ergebnis wurde durch das Labor der CDC bestätigt. Ähnlich wie bei dem Fall in Spanien (siehe Abschnitt Spanien) war auch hier nicht klar, wie die Infektion der Krankenschwester erfolgte, da sie bei der Pflege des Ebolafieber-Patienten Handschuhe, Schutzkleidung und eine Maske trug. Das Wohnhaus der Infizierten und weitere Orte, an denen es zu Kontakten gekommen sein kann, wurden desinfiziert.
Am 15. Oktober 2014 wurde die Infektion einer weiteren Pflegekraft bekanntgegeben. Die Person hatte ebenfalls den ersten Infizierten in Dallas betreut. Die Pflegekraft war am 10. Oktober nach Ohio gereist und in einem Passagierflugzeug am 13. Oktober von Cleveland, Ohio nach Dallas zurückgeflogen, am nächsten Morgen berichtete sie über leichtes Fieber. Nach Meldungen des US-Fernsehsenders CNN habe sie vor dem Rückflug schon leicht erhöhte Körpertemperatur gehabt und dies der US-Gesundheitsbehörde CDC gemeldet. Da ihre Temperatur mit 37,5 °C unter der für Fieber definierten Marke von 38,0 °C lag (bzw. für Ebolafieber-Verdachtsfälle Fieber mit mindestens 38,5 °C definiert ist) und sie keine weiteren Symptome gezeigt habe, wurde ihr nicht von dem Flug abgeraten. Wegen der zeitlichen Nähe von Flug und ersten Symptomen beschlossen die CDC in Zusammenarbeit mit der Fluggesellschaft, alle 132 Passagiere des Rückflugs zu kontaktieren und zu befragen. Kurz darauf wurde dies auch auf die rund 150 Passagiere des Hinflugs nach Cleveland ausgeweitet. Insgesamt standen 177 Personen in den USA über eine Zeitspanne von 21 Tagen unter Beobachtung, keine davon zeigte Krankheitssymptome. Bei den beiden infizierten Krankenschwestern verliefen zwei Tests auf den Erreger negativ, sie konnten aus dem Krankenhaus entlassen werden.
Am 24. Oktober 2014 wurde in New York City die Ebolafieber-Infektion eines Arztes, der mit der Hilfsorganisation Médecins Sans Frontières in Guinea tätig gewesen war, bekannt. Am 11. November 2014 konnte der Arzt nach zwei negativen Tests als geheilt wieder aus dem Krankenhaus entlassen werden.

#### Spanien
Am 6. Oktober 2014 wurde die Infektion einer spanischen Krankenschwester bekannt, die zuvor einen in Sierra Leone erkrankten spanischen Missionar, Manuel Garcia Viejo, in Madrid gepflegt hatte. Daher ist sie die erste Person, die außerhalb Westafrikas durch eine Mensch-zu-Mensch-Übertragung infiziert wurde. Es konnte nicht abschließend geklärt werden, wie die Infektion der Krankenschwester bei der Behandlung des Patienten im Klinikum Carlos III erfolgte. Vorwürfe wurden laut, dass Kürzungen, schlechte Ausbildung, nicht den Sicherheitsstandards entsprechende Ausrüstung und Schließung der Infektionsabteilung eine Rolle spielten. Als mögliche Ursache für die Infektion wurde eine unabsichtliche Berührung des Gesichts mit einem kontaminierten Schutzhandschuh genannt. Der Hund der Krankenpflegerin wurde vorsorglich getötet. Am 21. Oktober 2014 wurde bekanntgegeben, dass bei der Krankenschwester keine Erreger mehr im Blut nachgewiesen werden konnten, nachdem zwei Tests negativ verliefen. 87 Kontaktpersonen standen über eine Zeitspanne von 21 Tagen unter Beobachtung, darunter waren 15 Personen, deren Infektionsrisiko als so hoch eingeschätzt wurde, dass sie im Klinikum Carlos III unter Quarantäne gestellt wurden. Außerdem standen noch 145 Mitarbeiter des Krankenhauses unter Beobachtung. Sie alle entwickelten keine Krankheitssymptome, so dass am 2. Dezember 2014 das Ende der Krankheitsübertragung verkündet wurde, nachdem es über den Zeitraum von 42 Tagen zu keinen Neuinfektionen kam.

#### Vereinigtes Königreich
Am 29. Dezember 2014 wurde bei einer Patientin im Gartnavel Hospital in Glasgow eine Ebola-Infektion diagnostiziert. Die Patientin war zuvor als Krankenschwester in Sierra Leone tätig gewesen und war am Vortag ins Vereinigte Königreich zurückgekehrt, wo sie zunächst in London ankam und dann nach Glasgow weiterflog. Bei Ankunft in London hatte sie angegeben, sich fieberhaft zu fühlen, jedoch war ihre Temperatur bei mehreren Messungen nicht erhöht. Später wurden in diesem Zusammenhang Überlegungen laut, ob die Screening-Prozeduren an Flughäfen überdacht werden müssten.

### Erkrankungs- und Todesfälle beim medizinischen Personal
Auch unter den Helfern ist die Zahl der Infektions- und Todesfälle hoch und wurde von der WHO als „beispiellos“ bezeichnet. Bis 30. Dezember 2015 erkrankten 881 Beschäftigte im Gesundheitswesen in Guinea, Liberia und Sierra Leone an Ebolafieber, 513 verstarben (nur bestätigte Fälle). Als Grund dafür wurden die schlechten Bedingungen in den afrikanischen Epidemiegebieten genannt, wie beispielsweise fehlende oder unzureichende Schutzausrüstung und die hohe Arbeitsbelastung der Helfer. Seit Oktober 2014 wurden aber auch außerhalb Afrikas Fälle von Infektionen aus Krankenhäusern in Spanien und in den USA gemeldet.
Für die Rückholung von erkrankten ausländischen Helfern braucht es für den Transport speziell umgerüstete Flugzeuge. Die Vereinigten Staaten besitzen solche Kapazitäten (zwei Maschinen der Phoenix Air mit Sitz in Georgia). Die deutsche Bundesregierung erteilte im Oktober 2014 einen ähnlichen Auftrag an die Lufthansa.
In Deutschland selbst gibt es geschätzte zwölf für einen Krankentransport geeignete Rettungswagen. Die Kosten für einen in Deutschland betreuten Patienten betragen gegebenenfalls bis zu 2 Millionen Euro, diese Summe wurde zumindest für den in Hamburg behandelten Patienten genannt.

### Unbestätigte Verdachtsfälle
Aufgrund der erhöhten öffentlichen Aufmerksamkeit wurden aus verschiedenen Ländern weltweit immer wieder Verdachtsfälle gemeldet und isoliert, ohne dass diese im Nachhinein bestätigt werden konnten.

## Epidemiologie

### Übertragung
Der Erreger kommt in den Körperflüssigkeiten von Erkrankten vor, beispielsweise in Blut, Exkrementen, Speichel und Samenflüssigkeit. Auch infizierte Tiere (einschließlich des regional üblichen „Buschfleischs“) sind eine mögliche Infektionsquelle. Das Ebolavirus kann durch direkten Körperkontakt, Kontakt mit Körperflüssigkeiten (Blut, Kot, Erbrochenes) und über kontaminierte Gegenstände übertragen werden. Es dringt über Schleimhäute und offene Wunden, wie Schnitt- und Stichverletzungen, in den Körper ein. Grundsätzlich lassen sich diese Infektionswege primär durch Desinfektion von Gegenständen und Verzicht auf „Buschfleisch“, sekundär durch Isolierung der Erkrankten und Schutzkleidung für pflegende Angehörige und medizinisches Personal zuverlässig ausschalten. Nicht in allen Gegenden sind allerdings hierfür die nötigen Voraussetzungen erfüllt.
Bisher ist die Infektiosität (Maß der Fähigkeit des Virus zu infizieren) nicht geklärt, weder für Übertragungen von Tier zu Mensch, noch von Mensch zu Mensch.

### Letalität und Pathogenität
Die Gefahr, nach Erkrankung an einer Virusinfektion durch diese zu sterben, wird durch die Letalität (Tod nach Erkrankung) beschrieben. Nicht jeder mit dem Ebolavirus Infizierte erkrankt. Diese ohne Symptome Infizierten werden bei der Ermittlung der Letalität nicht erfasst. Die Gefahr, nach Übertragung des Virus zu erkranken, wird durch die Pathogenität beschrieben.
Wie viele durch das Ebola-Virus Infizierte tatsächlich erkranken, also wie pathogen das Virus ist, ist nicht abschließend geklärt. Neben Berichten der Ausbrüche mit statistisch geringen Fällen, die eine extrem hohe Erkrankungsquote nach Infektion nahelegen, konnten bei einer serologischen Untersuchung bei 19,4 % der Bewohner endemischer Waldgebiete in Gabun Antikörper gegen das Zaire-Ebolavirus nachgewiesen werden, ohne dass eine Erkrankungsepisode nach der abgelaufenen Infektion anamnestisch bekannt geworden wäre.
Die Letalität liegt beim Zaire-Ebolavirus, zu dem die Virusvariante der Ebolafieber-Epidemie 2014 gerechnet wird, bei etwa 50–90 %. Eine Untersuchung ausgewählter Fälle der Ebolafieber-Epidemie 2014, bei denen der klinische Verlauf dokumentiert ist, ergab für die ersten neun Monate (Stand: 14. September 2014) eine Letalität von 71 %. Eine weitere Studie gibt für Mai bis Juni 2014 74 % Letalität für im Krankenhaus Behandelte an (Grundlage: 87 Patienten in Sierra Leone). Die Patientengruppe mit einem Alter unter 21 Jahren hatte mit einer Sterberate von 57 % signifikant bessere Überlebenschancen, die Gruppe mit einem Alter von mehr als 45 Jahren hatte mit einer Sterberate von 94 % signifikant schlechtere Überlebenschancen.
Zur Ermittlung der Letalität durch statistische Zählungen (anstatt durch Verfolgung einer Anzahl von Individualfällen) müssen sowohl die absolute Zahl der mit Ebolafieber Erkrankten wie auch die Anzahl der an Ebolafieber Verstorbenen berücksichtigt werden. Diese Daten sind unter den gegebenen Umständen in Westafrika sowie während einer Epidemie nur unzureichend zu ermitteln.
Aus den insgesamt gemeldeten Erkrankungs- und Verstorbenenzahlen (vergleiche Tabelle) lässt sich eine Letalität für die aktuelle Epidemie berechnen. Diese ist bei einem nicht abgeschlossenen Ereignis geringer als bei einem abgeschlossenen Ereignis, durch die statistische Verschiebung, die die Zeit zwischen Erkrankung und Tod verursacht. Die nach den kumulativen Fallzahlen berechneten Quoten für die verschiedenen Länder weichen deutlich voneinander ab, sie weisen auf starke Verzerrungen auf Grund mangelhafter Datenerhebung hin, auf dieses Problem macht auch die WHO aufmerksam. Die Weltgesundheitsorganisation stellte ab Mitte September die Angabe einer derartigen Quote in ihren Veröffentlichungen ein, wobei die Prozentzahl als Deaths/total cases, also als Anzahl der Todesfälle/Gesamtzahl der Fälle bezeichnet wurde. Bis Anfang September wurde die Quote als CFR (engl. case fatality rate, Letalität) angegeben. Ende November 2014 veröffentlichte die WHO wieder Angaben zur Letalität für die drei am stärksten betroffenen Staaten. Hierbei wurden nur Fälle berücksichtigt, bei denen aufgrund von Aufzeichnungen rückverfolgbar ist, ob die infizierte Person verstorben ist oder geheilt wurde. Demnach liegt die Letalität bei Patienten, die in einem Krankenhaus oder einem Ebolabehandlungszentrum behandelt wurden, seit Beginn der Epidemie bei 60 %, für Guinea ergibt sich eine Letalität von 60 %, für Liberia von 60 % und für Sierra Leone von 60 %. Berücksichtigt man auch die Aufzeichnungen von Patienten, die nicht stationär behandelt wurden, liegt die Letalität insgesamt bei 72 %.

### Ermittlung der Fallzahlen
Die Verdachts- und Todesfälle werden in örtlichen Krankenhäusern und Noteinrichtungen internationaler Hilfsorganisationen festgestellt und über die nationalen Gesundheitsbehörden an die WHO weitergegeben. Die virologische Bestätigung erfolgt von bereits bestehenden Institutionen wie beispielsweise dem VHF Laboratory in Kenema (Sierra Leone), Außenstellen des Institut Pasteur und zunehmend von Feldlaboratorien oder kleinen Laborbereichen innerhalb von Krankensälen, die von verschiedenen internationalen Einrichtungen betreut werden. Über diese Einrichtungen erfolgt auch eine weltweite Versendung der Proben an Forschungslaboratorien zur genaueren virologischen Untersuchung. Außerdem wurden die Laborkapazitäten in den betroffenen Ländern im Verlauf der Epidemie erweitert, sie reichten aber nicht aus. Testverfahren werden von den CDC und der WHO zunehmend standardisiert. Ein PCR-Nachweisverfahren für die Virusvariante in Westafrika wurde von der amerikanischen FDA am 5. August beschleunigt zugelassen. Diese Maßnahmen wurden ergriffen, um die virologische Diagnosestellung vor Ort zu beschleunigen und vergleichbar valide Ergebnisse zu erzielen, dies auch vor dem Hintergrund, dass die unterschiedlichen Letalitätswerte auf eine mögliche Unterschätzung von Erkrankungs- und/oder Todeszahlen und somit eine ineffektive Erfassung des Ausbruchs schließen lassen.
Die WHO geht mit Verdachtsfällen je nach Land unterschiedlich um. Während aus den Ländern mit weitflächigem Ausbruch die Verdachtsfälle in die Anzahl der Gesamtfälle mit aufgenommen werden, geschieht dies in Ländern mit wenigen Fällen, wie den USA und Spanien, nicht. In den Ländern mit großem Seuchenausbruch werden Menschen mit dem Krankheitsbild von Ebolafieber als Verdachtsfälle registriert, ohne dass immer eine virologische Untersuchung (und damit Bestätigung) folgt. Dies ist in wenig betroffenen Ländern nicht der Fall, weswegen sich die WHO hier auf bestätigte Fälle beschränkt. Aus gleichem Grund nimmt die WHO auch keine Verdachtsfälle aus Regionen ohne bestätigten Ausbruch in ihre Statistik auf, siehe Abschnitt Unbestätigte Verdachtsfälle.
Ende Oktober 2014 schätzte die WHO, dass in Guinea, Liberia und Sierra Leone 28 Labore zur Bestätigung der Infektion bzw. der Todesursache notwendig seien, in den drei Ländern stehen jedoch nur insgesamt 12 Labore zur Verfügung. Ab Mitte September 2014 wurde bereits für Liberia darauf hingewiesen, dass wegen ungenügender Laborkapazitäten und des verzögerten Abgleichs mit Daten aus Krankenhäusern die Anzahl bestätigter Fälle nur einen geringen Anteil der tatsächlichen Fallzahlen ausmachte. Für Sierra Leone wurde berichtet, dass als bestätigte Todesfälle nur die Fälle angegeben würden, bei denen die Patienten in einem Krankenhaus oder Behandlungszentrum verstorben wären. Neben einer hohen Anzahl von Fällen, die nicht in Gesundheitszentren bekannt wurden, spielt mittlerweile vor allem in Liberia der Zusammenbruch der Berichterstattung aus den Zentren aufgrund der Arbeitsüberlastung eine immer größere Rolle. Der verlangsamte Anstieg von Neuerkrankungen seit Anfang Oktober widerspricht den mündlichen Berichten des Gesundheitspersonals von vermehrten Neuerkrankungen und spiegelt eher die schlechter werdenden Bedingungen in den Zentren wider. Seit Ende September lag die Zahl der aus Liberia gemeldeten, laborbestätigten Todesfälle über der gemeldeten Zahl der laborbestätigten Erkrankungsfälle, was Mitte Oktober dazu führte, dass die WHO nur noch eine Gesamtzahl für Todesfälle und eine Gesamtzahl für Erkrankungsfälle in diesem Land veröffentlichte und nicht mehr separat bestätigte, wahrscheinliche und verdächtige Fälle auswies. Seit Oktober enthalten die Situation Reports der WHO eine Bemerkung, dass die gemeldeten Zahlen als zu gering zu betrachten sind: “It is clear, however, that EVD cases are under-reported from several key locations.” Intern rechnet die WHO damit, dass nur die Hälfte der tatsächlich existierenden Erkrankungs- und Todesfälle in ihre offizielle Statistik eingeht.
Generell werden von der WHO alle Krankheitsfälle seit Beginn des Ausbruchs dargestellt. In dieser Form lassen die Fallzahlen keine Aussage über den aktuellen Krankenstand zu, da sie auch bereits geheilte oder verstorbene Patienten beinhalten. Die Entwicklung der Anzahl der akut Erkrankten wäre wichtig für die Seuchenbekämpfung z. B. Kapazitätsplanung, sie ist jedoch schwierig zu ermitteln. Die Einschätzung der WHO dazu lässt sich jedoch aus der benötigten Bettenkapazität erahnen (in Klammern der Anteil der vorhandenen Kapazität, Stand November 2014):
- Liberia 1269 (73 %)
- Sierra Leone 517 (35 %)
- Guinea 245 (50 %)[22]

### Epidemiologische Faktoren der Ausbreitung
Die westafrikanische Ebolafieber-Epidemie 2014 ist nicht nur bezüglich der beobachteten Fallzahlen ungewöhnlich, einige Faktoren haben den Verlauf im Vergleich zu den bisherigen Ebolavirus-Ausbrüchen in Zentralafrika zusätzlich ungünstig beeinflusst. Das Emergency Committee der WHO stellte nach Konsultation mit den regionalen Gesundheitsbehörden folgende besondere Gefährdungspunkte des Ausbruches fest, die durch weitere Veröffentlichung noch ergänzt wurden.
- Die Gesundheitssysteme der initial betroffenen Länder sind hinsichtlich ihrer personellen, finanziellen und apparativ-medizinischen Ausstattung nicht geeignet, auf die Epidemie angemessen zu reagieren.[7]
- So führt der Mangel an Behandlungsplätzen und medizinischer Ausstattung in Liberia dazu, dass Infizierte in Taxis zu einem Krankenhaus oder einer Behandlungseinrichtung befördert werden und dort meist abgewiesen werden. Die Fahrzeuge werden anschließend nicht desinfiziert und gelten daher als besonderer Gefahrenherd (engl. hot spot) für die weitere Übertragung des Virus.[34]
- Da die Erkrankung in diesen Ländern erstmals auftrat, bestehen keine Erfahrungen im Umgang mit Ebolafieber. Insbesondere besteht in der Bevölkerung ein Mangel an Wissen über die Übertragungswege und -risiken der Infektion.[7]
- In Teilen der ländlichen Bevölkerung wird daher die Existenz der Krankheit oder des Virus als deren Ursache geleugnet. An Ebolafieber Erkrankte werden als Opfer von Vergiftungen oder Hexerei angesehen.[121] Im Verlauf der Epidemie wurde deshalb der Slogan “Ebola is real” („Ebola gibt es wirklich“) auf Bannern oder T-Shirts verbreitet.
- Die Unkenntnis über die Infektionswege führte dazu, dass infizierte Angehörige zu Hause versteckt wurden. Auch eine Ablehnung in der Gesellschaft wird als Grund für dieses Verhalten genannt.[120]
- In ländlichen Gegenden erfolgen Beerdigungen ohne Benachrichtigung der zuständigen Stelle im Gesundheitswesen, oft wird die Todesursache nicht untersucht.[120]
- Es besteht eine hohe räumliche Mobilität der Bevölkerung, was mehrfach zu Grenzübertritten infizierter Personen führt.[7]
- In den Hauptstädten Conakry (Guinea), Monrovia (Liberia) und Freetown (Sierra Leone) wurden mehrere Infektionsketten mit multiplen Erregerpassagen beobachtet (was auf eine insgesamt ineffektive Eindämmung schließen lässt).[7]
- Eine hohe Zahl an medizinischem Personal wurde infiziert, was auf nicht angemessene Hygienemaßnahmen in vielen medizinischen Einrichtungen hindeutet.[7]
- Im Verlauf der Epidemie konnte der Bedarf an medizinischen Vorräten, inklusive persönlicher Schutzausrüstung, nicht mehr gedeckt werden.[120]

Für eine Erklärung der Ausbreitungsdynamik und die (Stand September) anhaltende Ausbreitung über mindestens neun Monate bei gleichzeitig erstmals intensiv verwendeten Diagnosetechniken vor Ort über eine im Vergleich zu anderen ZEBOV-Ausbruchsstämmen erhöhte Ansteckungsfähigkeit des Erregers bzw. einen erhöhten Kontagiositätsindex gibt es derzeit keine Hinweise.

### Reproduktionszahl
Die Basisreproduktionszahl R0 gibt an, wie viele nicht immunisierte Personen von einer infizierten Person im Mittel angesteckt werden. Die ersten Berechnungen von R0 wurden Anfang September 2014 von der Universität Bern publiziert und lagen bei 1,51 für Guinea, 2,53 für Sierra Leone und 1,59 für Liberia. Diese Werte wurden drei Wochen später durch eine Studie der WHO, die für die ersten 9 Monate des aktuellen Ausbruchs eine Basisreproduktionszahl von 1,71 für Guinea, 2,02 für Sierra Leone und 1,83 für Liberia enthielt, bestätigt. Die Nettoreproduktionszahl Rt (engl.: Net oder effective reproductive number) wurde auf Grund der WHO-Zahlen während des Zeitraumes Juni bis August 2014 auf 1–2 geschätzt. Eine Forschungsgruppe an der ETH Zürich errechnete aus der Veränderung der Erbgutsequenzen des Virus von 70 Ebolafieber-Patienten aus Sierra Leone für den Zeitraum Mai bis Juni 2014 eine Reproduktionszahl von 2,18. Eine Basisreproduktionzahl von 2 ist verglichen mit anderen Infektionskrankheiten eher klein. Eine Nettoreproduktionszahl größer als 1 bedeutet, dass sich die Krankheit ausbreitet. Um eine Epidemie einzudämmen, muss sie auf 1 gebracht werden, um sie zu beenden, unter 1.

### Epidemiologische Vorausschau
Die CDC bezeichneten den Ausbruch im Juni 2014 sowohl nach der Zahl der erfassten Erkrankungen als auch nach der der Todesfälle als bislang größte erkannte Ebolafieber-Epidemie. Die WHO erklärte am 14. August 2014, es gebe in den betroffenen Ländern Hinweise darauf, dass das tatsächliche Ausmaß des Ausbruchs weit größer sei, als die Zahl der Todesopfer und Erkrankungen erkennen lasse, und sprach von einer Dunkelziffer bei der Erfassung der Anzahl infizierter Personen. Gründe dafür seien unter anderem die schlechte medizinische Versorgungslage und die Unkenntnis der Infektionswege in den betroffenen Staaten.
Ende August 2014 stellte die WHO Gegenmaßnahmen vor und prognostizierte, dass die Zahl der Erkrankten in Westafrika insgesamt auf mehr als 20.000 steigen könne und dass man mit bis zu 10.000 Todesfällen rechnen müsse. Mehrere Epidemiologen halten diese Prognose der WHO jedoch für deutlich unterschätzt. Ende September 2014 nannte die CDC einen Korrekturfaktor von 2,5 zur Schätzung der tatsächlichen Fallzahlen in Liberia und Sierra Leone. Falls nicht effektive Maßnahmen gegen die Epidemie ergriffen würden, werde die Zahl der Infizierten in diesen beiden Ländern bis Ende Januar 2015 auf 550.000 ansteigen, unter Berücksichtigung des Korrekturfaktors sogar auf 1.400.000.
Am 31. August zitierte das Wissenschaftsjournal Science den mathematischen Epidemiologen Christian Althaus von der Universität Bern mit der Aussage, dass man bis im Dezember alleine in Liberia mit bis zu 100.000 Infektionsfällen rechnen müsse, falls sich die Epidemie weiter ungebremst ausbreiten könne. Mitte September 2014 zitierte die New York Times Wissenschaftler, darunter den Epidemiologen Bryan Lewis von der Technical University of Virginia, den Bioinformatiker Alessandro Vespignani von der Northwestern University, Jeffrey Shaman von der Columbia University und Lone Simonsen von der George Washington University, die Epidemie könne 12 bis 18 Monate dauern und allein bis Mitte Oktober 2014 bis zu 20.000, falls sich die Situation verschlechtere, auch mehr als 50.000 Infektionsfälle verursachen. In einer späteren Einschätzung wies die WHO Anfang September ebenfalls darauf hin, dass die Anzahl der Infektionsfälle in einigen betroffenen Staaten exponentiell ansteigt.
Am 14. Oktober 2014 gab Bruce Aylward, stellvertretender Generaldirektor der WHO bekannt, die WHO prognostiziere für Anfang Dezember 2014 5.000 bis 10.000 Neuerkrankungen pro Woche.
Ende September 2014 kritisierte die Wissenschaftsjournalistin Laurie Garrett die Reduzierung der Finanzmittel für die WHO durch die Mitgliedsstaaten und das Fehlen einer Spezialeinheit zur Seuchenbekämpfung. Sie warnte vor einer Eskalation der Epidemie und forderte eine zentrale Verwaltung der Spenden sowie militärische Unterstützung für logistische Aufgaben und den Schutz der Helfer vor Ort. Garret kritisierte die Einstellung des Personen- und Frachtverkehrs durch fast alle Fluggesellschaften in die von Ebola betroffenen Länder. Dadurch erreichten Personal und Hilfsgüter die Gebiete nicht, während erschöpfte Helfer, die eine Erholungspause brauchten, sie nicht verlassen könnten.
Mitte Oktober 2014 kam ein intern in Vorbereitung befindlicher Bericht der WHO über die Vorgehensweise an die Öffentlichkeit. Ziel des Berichtes sei es, am Ende der Epidemie aus deren Verlauf und den eingeleiteten Maßnahmen zu lernen. Dieser enthielt harte Kritik an dem bisherigen Vorgehen, speziell in der Anfangszeit. Zeitgleich erhob Médecins Sans Frontières (Ärzte ohne Grenzen) schwere Vorwürfe, die Hauptlast läge immer noch bei ihnen. MSF-Koordinator Christopher Stokes sagte, das Virus sei immer noch außer Kontrolle. UN-Koordinator David Nabarro wies die Kritik zurück.

## Medizinische Maßnahmen

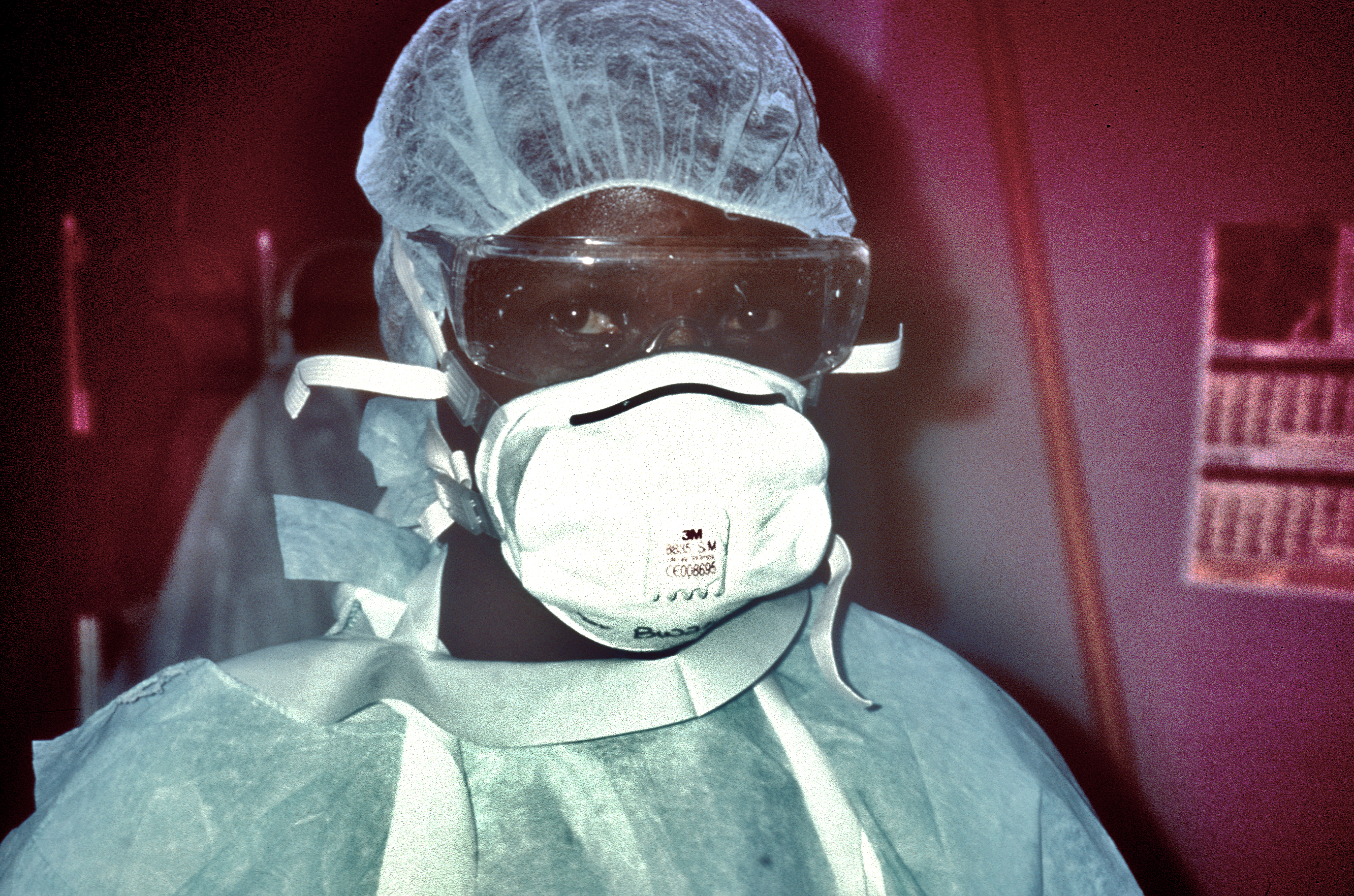
Krankenschwester mit persönlicher Schutzausrüstung vor Betreten einer Isolierstation; Ebolafieber-Epidemie 1995 in der DR Kongo (ehemals Zaire)

### Impfung
Bei Ausbruch der Epidemie stand kein Ebola-Impfstoff zur Verfügung. Angesichts der Schwere der Ebolafieber-Epidemie 2014 und der Gefahr auch für westliche Länder wurde die Entwicklung eines Impfstoffes forciert. Im Oktober 2014 wurde mit der Verfügbarkeit eines Impfstoffes für April 2015 gerechnet. Tatsächlich wurde erst 2018, zwei Jahre nach Ende der Epidemie, ein Impfstoff verfügbar.

### Quarantäne- und Therapiemaßnahmen
Zu den wichtigsten Maßnahmen gehört eine Unterbringung des Patienten in Quarantäne, um zu verhindern, dass sich weitere Familienangehörige und andere Personen infizieren. Dafür werden Isolierstationen benötigt, das Personal muss mit persönlicher Schutzausrüstung ausgestattet werden. Auch die Familie des Patienten sollte in Haushaltsquarantäne gebracht werden, da auf Grund der Inkubationszeit von bis zu 21 Tagen ausgeschlossen werden muss, dass eine Infektion weiterer Personen stattgefunden hat.
Zur Behandlung der Patienten selbst zählt die Flüssigkeitszufuhr und die Gabe von Schmerzmitteln und fiebersenkenden Mitteln.

### Experimentelle Therapien
Ein Arzt und eine Missionarin, beide US-Staatsbürger, wurden nach ihrer Infektion mit dem Ebolavirus in ihre Heimat ausgeflogen und dort als erste Menschen mit einem experimentellen Immunserum behandelt. Der Name des nicht zugelassenen Medikaments der Firma Mapp Biopharmaceutical aus San Diego lautet ZMapp. Es wurde bisher erfolgreich an einigen Affen getestet und zeigte bei den beiden US-Amerikanern deutliche Verbesserungen innerhalb weniger Stunden. Beide konnten nach etwa zwei Wochen aus dem Krankenhaus entlassen werden. Ein infizierter spanischer Staatsbürger, der zuvor aus Liberia ausgeflogen worden war, verstarb trotz Behandlung mit dem experimentellen Medikament.
Das Mittel basiert auf dem Prinzip der passiven Impfung. Dabei produziert der Körper eines Infizierten keine eigenen Antikörper, sondern erhält über eine Injektion ein Immunserum, das in hoher Konzentration Antikörper gegen den Krankheitserreger enthält. Die dafür benötigten Antikörper werden in diesem Fall über die Immunisierung von Mäusen erhalten, indem die Versuchstiere mit bestimmten Proteinen des Ebolavirus infiziert werden. Diese Antikörper können jedoch nicht direkt verwendet werden, weil sie eine unerwünschte Immunreaktion auslösen können, das heißt vom menschlichen Immunsystem als Fremdprotein erkannt werden können. Sie werden daher genetisch modifiziert, um sie menschlichen Antikörpern anzugleichen. Das genetische Material der Antikörper wird in Tabakpflanzen eingebracht, die dann als gentechnisch veränderter Organismus (GVO) in ihren Blättern die Antikörper herstellen. Menschliche Antikörper in ausreichender Menge (zumindest für die passive Immunisierung des medizinischen Hilfspersonals) und in gleichzeitig merklich effektiverer Qualität sind auch in Form von Blutplasma aus Blutspenden von Genesenden anwendbar. Bisherige Versuche an Infizierten waren überwiegend erfolgreich, aber die Fallzahlen sind noch zu gering, um daraus eine Empfehlung als vorbeugende Maßnahme ableiten zu können. Am 23. Oktober 2014 wurde bekannt, dass die EU 2,9 Millionen € für ein Projekt zur Bluttransfusions-Therapie durch ein internationales Expertenteam bereitgestellt hat. Da man zwischen Prävention bei überwiegend Nicht-Infizierten (medizinisches Hilfspersonal) und der Therapie von symptomatisch Infizierten unterscheiden muss, ist es besonders bemerkenswert, dass die Therapie bereits bei einem Ebola-Ausbruch 1995 in der Demokratischen Republik Kongo (trotz statistisch zu wenigen Fallzahlen) darauf hinwies, dass von den symptomatisch Infizierten ca. sieben von acht Patienten, die die Therapie erhalten hatten, überlebt hatten.
Die Verabreichung eines nicht zugelassenen Arzneimittels berührt ethische Fragestellungen. Da bisher keine klinischen Studien durchgeführt wurden, ist über mögliche Nebenwirkungen des Medikaments beim Menschen nichts bekannt. Im Extremfall kann der Patient z. B. durch einen anaphylaktischen Schock daran sterben. Ebenso schwierig ist die Frage der Auswahlkriterien, also die der zahlreichen Infizierten damit behandelt werden sollen. Da sich ZMapp noch in einer frühen Entwicklungsphase befindet, ist das Immunserum nicht in ausreichenden Mengen vorhanden, um die Epidemie wirksam zu bekämpfen. Das Unternehmen gab an, die Produktionskapazität möglichst umgehend zu erhöhen, und strebt eine schnelle Zulassung durch die zuständige Arzneimittelzulassungsbehörde der Vereinigten Staaten (Food and Drug Administration) an.
Nach einer Debatte in einem Ausschuss aus Medizinethikern, wissenschaftlichen Experten und Laien der betroffenen Staaten verkündete die WHO am 12. August 2014, dass der Ausschuss die Bereitstellung kaum erprobter Präparate als ethisch vertretbar ansieht. Als Begründung wurde die große Anzahl an Infizierten und die hohe Letalität genannt. Die Afrikanische Union (AU) begrüßte diese Entscheidung. Der AU-Kommissar für Soziales betonte die Wichtigkeit der Aufklärung der Patienten über mögliche Vor- und Nachteile. Angesichts zahlreicher Medienberichte über diese Mittel betonte die WHO am 15. August 2014, dass die Wirksamkeit der experimentellen Präparate keinesfalls erwiesen ist und mögliche Nebenwirkungen die Patientensicherheit gefährden. Außerdem wurde auf die Geringfügigkeit der verfügbaren Menge aufmerksam gemacht.
Ellen Johnson Sirleaf, die Präsidentin Liberias, hatte bereits beim US-Präsidenten Barack Obama um eine Lieferung von ZMapp gebeten. Mit dem Präparat sollen Ärzte behandelt werden, die selbst infiziert wurden. Nach Aussagen des Herstellers Mapp Biopharmaceutical wurden alle Vorräte nach Westafrika geschickt, das Medikament wurde kostenlos zur Verfügung gestellt. Auch die Regierung Nigerias bat um eine Lieferung des experimentellen Mittels. In Liberia wurden zwei Ärzte und eine Krankenschwester mit ZMapp behandelt, bei zwei der Patienten besserte sich der Gesundheitszustand deutlich. Bei einem Patienten zeigte sich zunächst eine leichte Verbesserung, er verstarb jedoch wenige Tage später. Nach Angaben des Herstellers wurde der geringe Vorrat des experimentellen Mittels bereits aufgebraucht.
Die kanadische Regierung bot der WHO Mitte August 2014 ihre Hilfe an und will einen Impfstoff zur Verfügung stellen. Es handelt sich um 800 bis 1000 Dosen eines experimentellen Präparates namens VSV-EBOV, einem Präparat aus Vesicular stomatitis virus mit Ebola-Antigenen. Es wurde im staatlichen Canadian National Microbiology Laboratory entwickelt und bereits erfolgreich an Affen getestet, jedoch noch nicht bei Menschen eingesetzt. Im Oktober 2014 begannen Tests an Menschen, in der Versuchsphase wird das Mittel 40 gesunden, freiwilligen Probanden in den USA verabreicht. Die kanadische Regierung stellte außerdem der WHO 800 Röhrchen mit bis zu 1600 Impfdosen zur Verfügung. Bei erfolgreichem Ablauf der Versuchsphase könnte der Impfstoff Ärzten und medizinischem Personal in den Epidemiegebieten verabreicht werden.
Ein auf dem Schimpansen-Adenovirus basierender viraler Vektor (cAd3-ZEBOV) wurde als Impfstoff von GlaxoSmithKline entwickelt und ab September 2014 in klinischen Phase-I-Studie untersucht. Der Wirkstoff TKM-Ebola darf in den USA unter Compassionate-Use-Bedingungen verwendet werden. Weiterhin wird eine Wirksamkeit der Virostatika Brincidofovir, JK-05, FGI-106 und BCX4430 untersucht.
Auch die japanische Regierung bot den Einsatz des Arzneimittels Favipiravir an. Das Präparat ist in Japan als Wirkstoff gegen Grippe zugelassen, in den USA werden damit klinische Studien durchgeführt. Der unter der Bezeichnung T-705 geführte Wirkstoff verhindert die Replikation der Influenzaviren, im Tierversuch mit Mäusen zeigt sich auch eine Wirkung gegen das Ebolavirus. Das Ausmaß der Replikation wird deutlich reduziert, mit dem Ergebnis, dass die Infektion bei keinem der Versuchstiere zum Tode führt. Die Wirkung lässt sich bei einer Anwendung des Mittels bis zum sechsten Tag nach der Infektion erzielen.
Die Nichtregierungsorganisation Ärzte ohne Grenzen will zusammen mit Forschungsinstitutionen aus Großbritannien, Frankreich und Belgien klinische Studien von Ebola-Medikamenten durchführen. Sie sollen unabhängig voneinander stattfinden, in zwei Fällen handelt es sich um antivirale Wirkstoffe, in einem Fall um Blutplasma geheilter Patienten.
Durch die weltweite Präsenz der Ebolafieber-Epidemie in den Medien wurden zunehmend in sozialen Medien Gerüchte verbreitet, bestimmte Produkte oder Verfahren seien als Heilmittel oder vorbeugendes Mittel geeignet. Die WHO warnte am 15. August 2014 vor dem Einsatz derartiger Produkte oder Verfahren. In Nigeria waren mindestens zwei Personen gestorben, nachdem sie Salzwasser getrunken hatten, das in entsprechenden Gerüchten als Schutz vor Ebolafieber genannt wurde.

## Weitere Maßnahmen

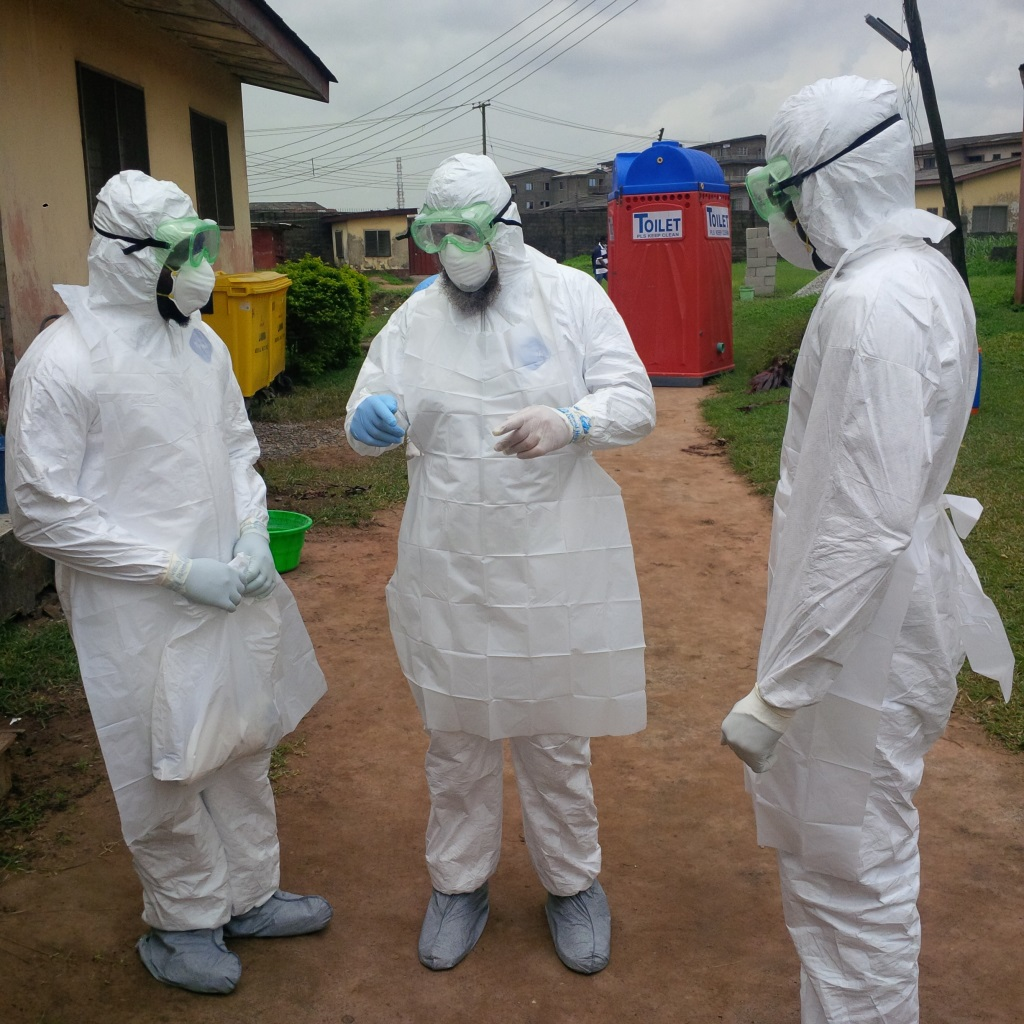
Nigerianische Ärzte üben das Anlegen der persönlichen Schutzausrüstung

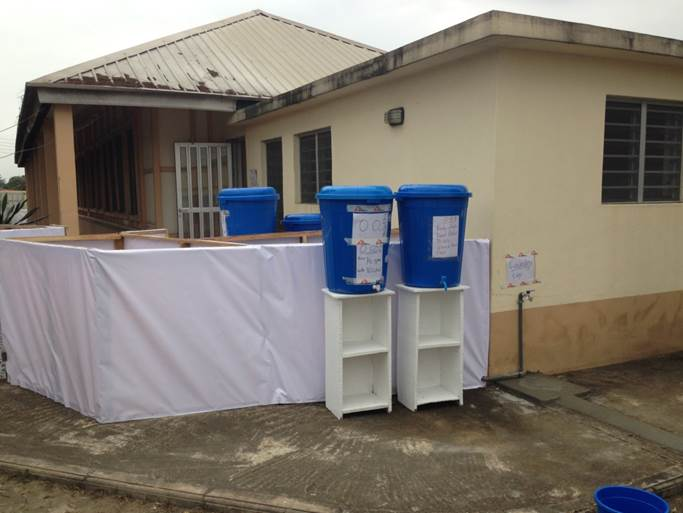
Einrichtung zum Händewaschen vor einer Isolierstation in Lagos (Nigeria)

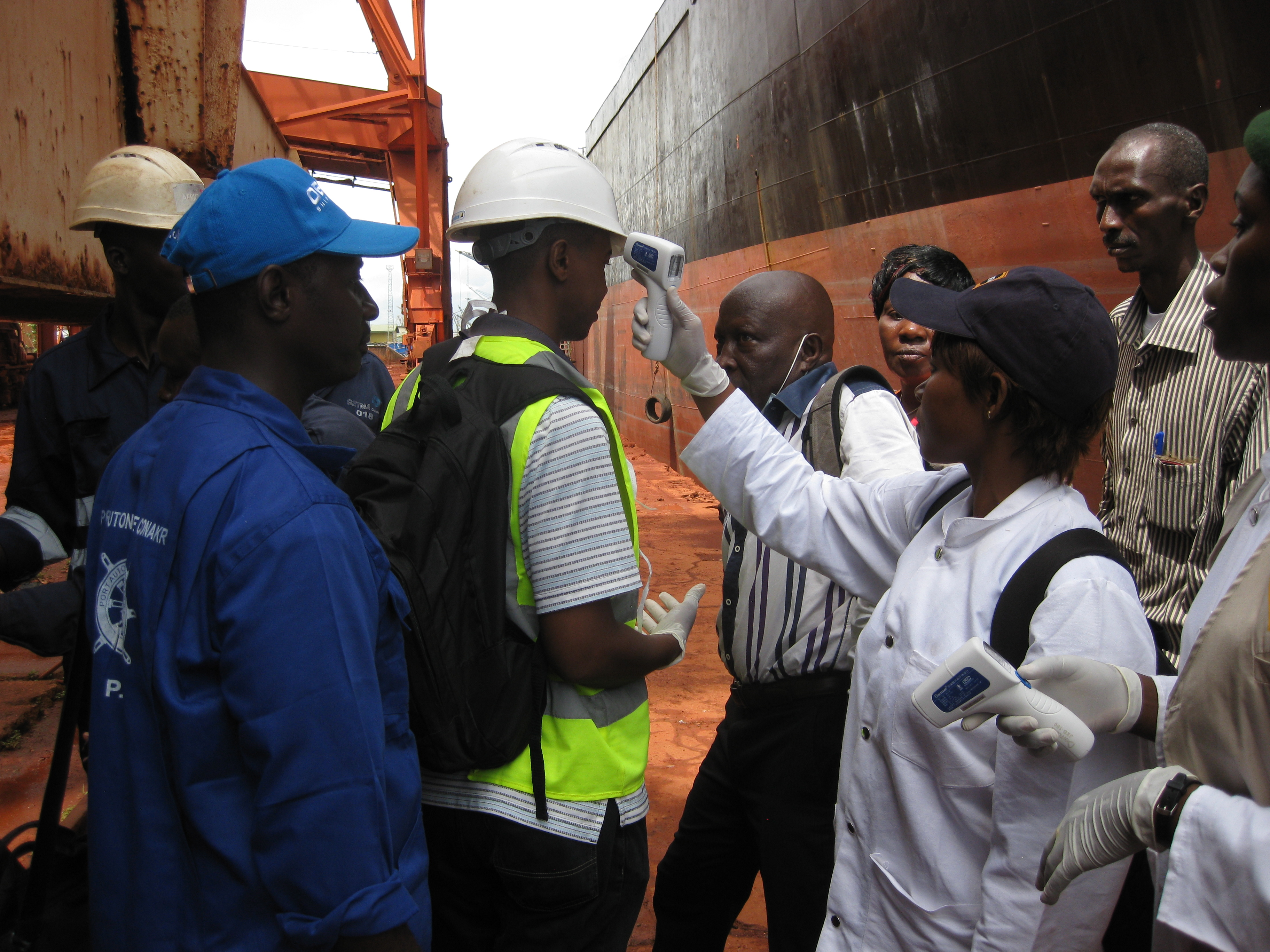
Ein Team der CDC beobachtet in Conakry (Guinea) das berührungslose Messen der Körpertemperatur zum Erkennen von Ebolafieber-Symptomen

### Maßnahmen in den betroffenen Staaten

#### Liberia
In Liberia wurden am 27. Juli 2014 die meisten Grenzübergänge geschlossen. Kurz danach wurde in Liberia der nationale Notstand ausgerufen. Im Juli 2014 wurde berichtet, dass zwei afrikanische Fluggesellschaften die Hauptstadt Monrovia nicht mehr anflogen. An den beiden Flughäfen Liberias wurden Ein- und Ausreisende auf Anzeichen einer Ebola-Erkrankung untersucht. Liberia war am stärksten von der Ebolafieber-Epidemie betroffen (Stand November 2014). Die WHO berichtete insbesondere über Liberia, dass sich in neu eröffneten Behandlungszentren innerhalb kürzester Zeit deutlich mehr Patienten einfanden als erwartet. Die Weltgesundheitsorganisation deutete dies als Dunkelziffer bei der Erfassung der Anzahl infizierter Personen. Behandlungszentren wurden unter anderem in Monrovia (250 Betten) und Foya (40 Betten) eingerichtet.
Die Präsidentin Sirleaf verkündete am 20. August 2014, dass eine nächtliche Ausgangssperre gelte. Auch wurden die Quarantänemaßnahmen verschärft, um die Ausbreitung der Krankheit einzudämmen. In Liberia wurde der Stadtteil West Point der Hauptstadt Monrovia unter Quarantäne gestellt. Die Quarantänemaßnahmen betrafen sogar ganze Städte, wie Foya in Liberia. Ab Oktober 2014 war die Ein- und Ausreise lediglich in Monrovia am Roberts International Airport und James Spriggs Payne Airport möglich sowie an den Grenzübergängen Foya Crossing, Bo Waterside Crossing und Ganta Crossing. An diesen Punkten erfolgte ein Screening der Körpertemperatur der Reisenden. Außerdem war die Versammlungsfreiheit eingeschränkt und die für Mitte Oktober 2014 geplante Senatswahl wurde verschoben. Im November kündigte Sirleaf an, den Notstand nicht zu verlängern, die nächtliche Ausgangssperre solle jedoch weiterhin gelten.

#### Sierra Leone

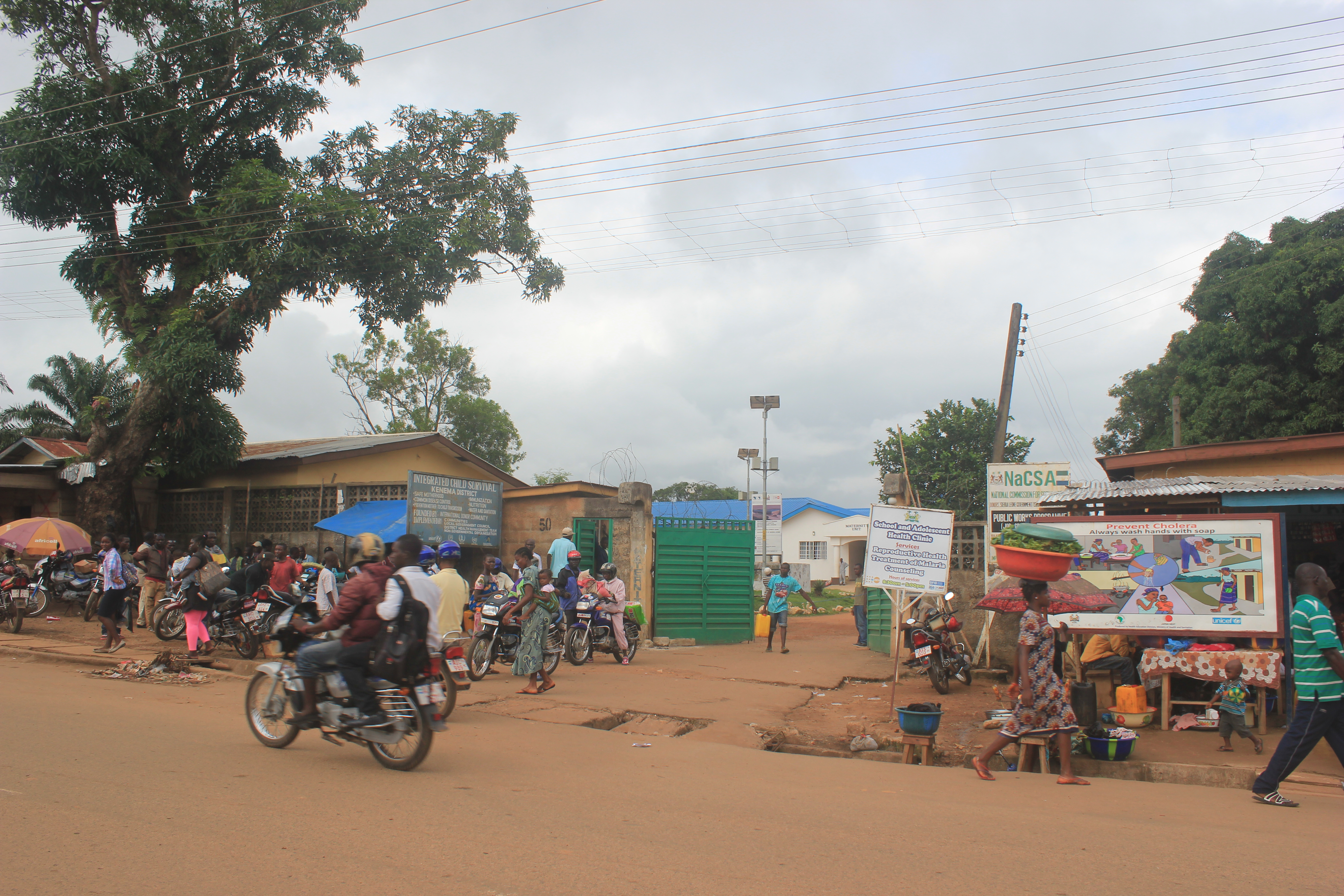
Kenema-Staatskrankenhaus

Wegen der verhältnismäßig geringen Überlebenschance in den ländlichen Gegenden im Vergleich zu den Städten wurden im Juli 2014 im Grenzgebiet von Sierra Leone, Guinea und Liberia einige Einrichtungen zur Isolierung eingerichtet. Diese befinden sich unter anderem in Koindu und Buedu im Bezirk Kailahun. Von dort aus sollen Patienten in das Ebola-Behandlungszentrum nach Kailahun gebracht werden. Zudem wurden dort 800 lokale Gesundheitshelfer ausgebildet. Das Behandlungszentrum in Kailahun umfasst 104 Betten, ein weiteres befindet sich in Bo, dessen Kapazität von 35 auf 64 Betten erhöht wird (Stand November 2014). Die Hilfsorganisation Médecins Sans Frontières (Ärzte ohne Grenzen) bezeichnete die vorhandenen Kapazitäten als „völlig unzureichend“.
Auch in Sierra Leone wurde Ende August der nationale Notstand ausgerufen. Bereits im Juli 2014 wurde berichtet, dass zwei afrikanische Fluggesellschaften die Hauptstadt Freetown nicht mehr anflogen. Präsident Ernest Bai Koroma ordnete weitreichende Maßnahmen in Sierra Leone an. Unter anderem wurden die Epidemiegebiete unter Quarantäne gestellt, durch Hausdurchsuchungen sollten Infizierte gefunden und in ein Behandlungszentrum gebracht werden. Öffentliche Versammlungen waren nur noch zu Informationszwecken über das Ebolafieber gestattet. Von den Quarantänemaßnahmen waren die Städte Kenema und Kailahun betroffen. Im August 2014 wurde das Strafrecht in Sierra Leone verschärft, das Verstecken von an Ebolafieber erkrankten Personen wurde als Straftat verfolgt.
Vom 19. bis 21. September wurde eine Ausgangssperre verhängt. Nur Sicherheitspersonal und etwa 28.000 ehrenamtliche Helfer durften sich während dieses Zeitraums in Sierra Leone außerhalb der Wohnung bewegen. Aufgabe der Helfer war es, jeden der fast sechs Millionen Einwohner zu erreichen, um über die Krankheit zu informieren, Infizierte zu finden und in ein Behandlungszentrum zu bringen. Diese Quarantäne für ein ganzes Land wurde von der Organisation Médecins Sans Frontières (Ärzte ohne Grenzen) kritisiert. Sie befürchtete, dass die Bevölkerung noch weiter verunsichert werde und an Ebolafieber Erkrankte möglicherweise versteckt würden. Gefordert wurde auch internationale Hilfe, ausgebildete Ärzte oder Seuchenexperten, u. a. von der lokalen Organisation Don Bosco Fambul, um die Epidemie in den Griff zu bekommen. Im Oktober 2014 waren etwa 7000 Schulen geschlossen.
Für Reisende am Lungi International Airport in Freetown gab es ab Oktober 2014 verschärfte Maßnahmen. Alle Präventions- und Kontrollmaßnahmen zur Eindämmung der Epidemie wurden zunehmend von Polizei- und Militärkräften durchgeführt.

#### Guinea
Die Schulen waren von Juli 2014 bis zum 19. Januar 2015 geschlossen.
Guinea schloss am 9. August 2014 seine Grenzen zu Sierra Leone und Liberia, um die Ausbreitung der Epidemie zu stoppen. Quarantänemaßnahmen gab es u. a. in Guéckédou. In den Medien war Guinea weniger präsent als Liberia und Sierra Leone. Die Epidemiegebiete in Guinea sind an den Grenzen zu diesen beiden Ländern gelegen, es handelt sich dabei um „Waldregionen“, die am schwersten zugänglich waren. Im Oktober 2014 wurde im Rahmen der bereits verhängten Reisewarnung von den CDC keine Angaben zu genauen Maßnahmen in Guinea gemacht, die zur Eindämmung der Epidemie angewandt werden sollten. Behandlungszentren gibt es unter anderem in Conakry, Guéckédou (jeweils 85 Betten) und Macenta (35 Betten).

#### Nigeria
Nigeria rief wegen der Epidemie am 8. August 2014 den Notstand aus. Präsident Goodluck Jonathan ordnete unter anderem an, die Schulferien zu verlängern, um eine mögliche Übertragung des Virus in Schulen zu verhindern. Außerdem sollen alle Todesfälle aufgrund von Krankheit den Behörden gemeldet werden.

#### Mali
Die ersten Krankheitsfälle in Mali im Oktober und November 2014 ließen sich jeweils auf erkrankte Personen, die aus Guinea eingereist waren, zurückführen. Trotzdem wurde die Grenze zum Nachbarland nicht geschlossen. Die WHO teilte mit, dass durch eine „energische Überwachung möglicher Kontakte“ versucht werde, den Ausbruch in Mali unter Kontrolle zu bringen, ähnlich wie dies in Nigeria und im Senegal gelungen war. Es gibt ein Ebola-Behandlungszentrum in der Hauptstadt Bamako. Die Pasteur-Klinik, eine bedeutende Privatklinik des Landes, wurde geschlossen, nachdem es dort zu Infektionen gekommen war.

### Internationaler Gesundheitsnotfall und Hilfsmaßnahmen
Am 8. August 2014 erklärte die Weltgesundheitsorganisation WHO nach Beratungen des zuständigen Notfallausschusses die Epidemie zur Gesundheitlichen Notlage internationaler Tragweite (Public Health Emergency of International Concern, PHEIC). Die Einstufung als PHEIC ist eine Maßnahme der Internationalen Gesundheitsvorschriften (englisch International Health Regulations, IHR) und damit eine völkerrechtlich verbindliche Vorschrift.
Die Staaten, in denen Fälle von Ebolafieber auftreten, werden unter anderem dazu aufgefordert, den nationalen Notstand auszurufen und finanzielle Mittel für die Eindämmung der Epidemie bereitzustellen und die Mitarbeiter des Gesundheitswesens zu mobilisieren. Die Staaten sollen ihren Katastrophenschutz aktivieren, um unter zentraler Führung alle Präventions- und Notfallmaßnahmen umzusetzen. Dazu gehört auch die Aufklärung der Bevölkerung über die Infektionskrankheit. Hierbei sollen lokale Kräfte (Stammesälteste, Religionsführer, traditionelle Heiler usw.) miteinbezogen werden, um die Bevölkerung von den Vorteilen einer frühzeitigen Behandlung zu überzeugen. In den betroffenen Gebieten muss die Versorgung mit medizinischen Gütern und der persönlichen Schutzausrüstung (insbesondere Schutzanzüge) für alle Personen, die mit Infizierten in Berührung kommen, sichergestellt werden.
Nachbarstaaten sollen dringend ein Überwachungssystem für gehäufte Fälle von ungeklärtem Fieber und ein qualifiziertes Labor für den Erregernachweis einrichten. Falls Verdachtsfälle von Ebolafieber erkannt werden, sollen innerhalb von 24 Stunden die entsprechenden Notfallmaßnahmen umgesetzt werden, um eine weitere Ausbreitung zu verhindern. Allen Staaten wird die Möglichkeit eingeräumt, den internationalen Reiseverkehr einzuschränken, obwohl dies in der Verlautbarung nicht generell empfohlen wird.

#### Hilfen einzelner Staaten
Am 4. August 2014 sicherte die Weltbank den von der Epidemie betroffenen Ländern eine Nothilfe von bis zu 200 Millionen US-Dollar (149 Millionen Euro) zu. Damit sollen Eindämmungs- und Präventionsmaßnahmen in den Staaten finanziert werden. Die WHO hat zuvor bereits Hilfsgelder von 100 Millionen US-Dollar zugesagt. Ende September 2014 erhöhte die Weltbank die finanzielle Unterstützung auf insgesamt 400 Millionen US-Dollar.
Die Regierung der USA sagte im September 2014 zu, etwa 3000 militärische Angestellte in die Region zu entsenden, darunter Ingenieure und Logistikexperten sowie Ärzte und Sanitäter. Sie sollen in Liberia 17 neue Behandlungszentren errichten und das medizinische Personal vor Ort schulen. Dies wurde durch die WHO begrüßt und als Maßnahme bezeichnet, die notwendig sei, um die Epidemie in den Griff zu bekommen. Im Oktober wurde die Anzahl der zugesagten Helfer durch die USA auf 4000 Militärangehörige erhöht. Ebenso sollen 750 britische Soldaten beim Aufbau von Behandlungszentren und der Schulung des medizinischen Personals in Sierra Leone helfen.
Weitere Hilfe wurde im September 2014 von der chinesischen Regierung angeboten, die Sierra Leone ein mobiles Diagnoselabor zur Verfügung stellt und Gesundheitsexperten in das Land schickt. Bis Mitte Oktober 2014 wurden finanzielle Mittel in Höhe von umgerechnet 97 Millionen Euro zur Verfügung gestellt. Weiterhin hat die chinesische Regierung zugesagt, ein Behandlungszentrum in Liberia zu errichten und die Zahl des medizinischen Personals vor Ort auf 700 zu erhöhen. Die kubanische Regierung hatte der WHO im September ebenfalls zugesagt, ein Expertenteam aus 461 Personen nach Westafrika zu senden.
Nachdem Liberias Präsidentin Johnson Sirleaf in einem Brief die deutsche Bundesregierung Mitte September 2014 um Hilfe gebeten hatte, sicherte diese ebenfalls Unterstützung zu. Dabei gehe es um finanzielle Mittel in Höhe von 5 Millionen Euro, für die WHO und für Projekte von Nichtregierungsorganisationen (NGOs), wie Ärzte ohne Grenzen oder die Welthungerhilfe. Mitte Oktober bewilligte der Haushaltsausschuss des Bundestages zusätzliche Mittel im Kampf gegen die Epidemie, insgesamt geht es um finanzielle Mittel in Höhe von 120 Millionen Euro.
Auch die Europäische Union kündigte Hilfe an. Außerdem hatte die EU-Kommissarin Kristalina Georgieva bekanntgegeben, dass die EU-Mitgliedsstaaten 78 Millionen Euro für Maßnahmen gegen die Epidemie zur Verfügung stellen. Zuvor waren bereits fast 150 Millionen Euro bereitgestellt worden. Der Internationale Währungsfonds (IWF) stellte Ende September 130 Millionen US-Dollar (102,5 Millionen Euro) für den Kampf gegen die Epidemie bereit.

#### Evakuierung von Helfern und medizinische Versorgung in anderen Ländern
Mehrere infizierte Personen, die zuvor bei der Eindämmung der Epidemie geholfen hatten, wurden in andere Staaten ausgeflogen, um ihnen eine bessere medizinische Versorgung zu ermöglichen. Unter anderem sind folgende Fälle bekannt:
- Der US-amerikanische Arzt Kent Brantly, der sich bei seinem Hilfseinsatz in Liberia infiziert hatte, wurde an der Emory-Universitätsklinik in Atlanta mit ZMapp behandelt. Er wurde Ende August 2014 als geheilt aus dem Krankenhaus entlassen.[182]
- Die US-amerikanische Krankenschwester Nancy Writebol, Assistentin von Brantly, infizierte sich ebenfalls auf einer Ebola-Station in einer Klinik in Monrovia in Liberia. Auch sie wurde in Atlanta mit ZMapp behandelt und überlebte.[183]
- Ein britischer Krankenpfleger, der sich in Sierra Leone infiziert hatte, wurde in einer Londoner Klinik behandelt.[184] Er hatte ein Kleinkind medizinisch versorgt, bei dem das Ebolavirus zunächst nicht nachgewiesen worden war.[106] Auch er erholte sich von der Virusinfektion.[185]
- In Frankreich wurde seit dem 18. September eine in Liberia tätige Krankenschwester als Infizierte behandelt. Bei ihr wurde eine experimentelle Therapie versucht.[186] Anfang Oktober wurde mitgeteilt, dass sie die Krankheit überlebt habe.[89]
- Ein weiterer Patient wurde Ende August aus Sierra Leone nach Hamburg ausgeflogen. Der infizierte WHO-Mitarbeiter wurde im Universitätsklinikum Hamburg-Eppendorf (UKE) behandelt. Nach Aussagen des behandelnden Arztes wurde bei ihm keine experimentelle Therapie versucht, sondern die für Ebolafieber übliche Therapie, bei der fiebersenkende Maßnahmen und Ausgleich des Flüssigkeits- und Elektrolytverlustes im Mittelpunkt stehen.[187] Nach fünfwöchiger Behandlungsdauer wurde der Senegalese vom UKE als geheilt entlassen.[109]
- Nach einer Anfrage der WHO wurde am 3. Oktober ein am Ebolafieber erkrankter Arzt aus Uganda, der für eine italienische Nichtregierungsorganisation (NGO) in Sierra Leone arbeitete, nach Deutschland überführt. Der infizierte Mitarbeiter wurde in der Isolierstation 68 im Universitätsklinikum in Frankfurt am Main behandelt.[188] Am 5. November 2014 wurde durch die Uniklinik mitgeteilt, dass es ihm besser gehe.[189]
- Am 9. Oktober begann die Behandlung des dritten Patienten in Deutschland. Der UN-Mitarbeiter wurde aus Westafrika nach Leipzig ausgeflogen und wurde dort am Klinikum St. Georg betreut. Der Patient stammte aus dem Sudan und hatte sich während seiner Tätigkeit in Liberia infiziert. Nach Angaben des Klinikums wurden bei seiner Therapie neben konventionellen Maßnahmen auch experimentelle Medikamente eingesetzt.[190] Die Klinikleitung in Leipzig gab am 14. Oktober 2014 den Tod des Patienten bekannt.[191]
- Am 20. November wurde ein kubanischer Arzt, der sich in Sierra Leone bei der Behandlung von Patienten mit Ebola infizierte, zur Behandlung nach Genf ausgeflogen, wo er am dortigen Universitätsklinikum behandelt wurde. Er war der erste Ebola-Fall, der in der Schweiz behandelt wird.[192] Entgegen der Gepflogenheiten der WHO, erkrankte Helfer in ihren Heimatländern nahe ihren Angehörigen behandeln zu lassen, schloss sie mit der kubanischen Regierung ein Abkommen, infizierte Ärzte bestmöglich im Ausland zu versorgen. In Kuba sei eine adäquate Behandlung unmöglich, weil Medikamente und Wissen fehlten. Kubanisches Pflegepersonal, das sich zu dieser Mission meldete, musste auch eine entsprechende Erklärung unterschreiben, die die Repatriierung bei einer Infektion mit Ebola ausschließt.[193][194] Am 6. Dezember wurde der 43-jährige Patient nach 16 Tagen Klinikaufenthalt geheilt entlassen.[195] Er wurde mit dem ZMapp-Vorgänger ZMab sowie dem ebenfalls experimentellen Grippemedikament Favipiravir der japanischen Firma Fujifilm behandelt.[196]

#### Hilfsorganisationen
Zur Unterstützung des Personals vor Ort wurden von der WHO etwa 400 Mitarbeiter in die betroffenen Gebiete entsandt, ebenso 70 Mitarbeiter durch die CDC. Von der Organisation Médecins Sans Frontières (MSF, Ärzte ohne Grenzen) waren rund 3.100 nationale und 267 internationale Mitarbeiter im Einsatz (Stand November 2014). In den Epidemiegebieten wurden durch MSF sechs Behandlungszentren zur Versorgung von insgesamt etwa 600 Patienten errichtet, weiterhin zwei Screening-Zentren zur Untersuchung und vorübergehenden Isolierung von Patienten mit Verdacht auf eine Infektion (Stand November 2014). Nach Aussagen von Florian Westphal, Deutschland-Geschäftsführer der Hilfsorganisation, seien jedoch Tausende notwendig.
Das Rote Kreuz entsandte bisher 130 internationale Hilfskräfte in das Seuchengebiet (Stand September 2014). In Sierra Leone wurde ein Behandlungszentrum für 60 Patienten aufgebaut.
Die Welthungerhilfe führt seit 2004 in Sierra Leone und seit 2003 in Liberia mehrere Hilfsprojekte durch. In Sierra Leone engagierte sie sich in der Aufklärungsarbeit und versorgte 3000 von der Ausgangssperre betroffene Haushalte (ca. 15.000 Personen) mit dringend benötigten Nahrungsmitteln. Im Südosten Liberias arbeitet die Welthungerhilfe seit Mitte August mit lokalen Behörden und Partnerorganisationen bei der Verteilung von Aufklärungs- und Hygienematerialien.

#### WHO

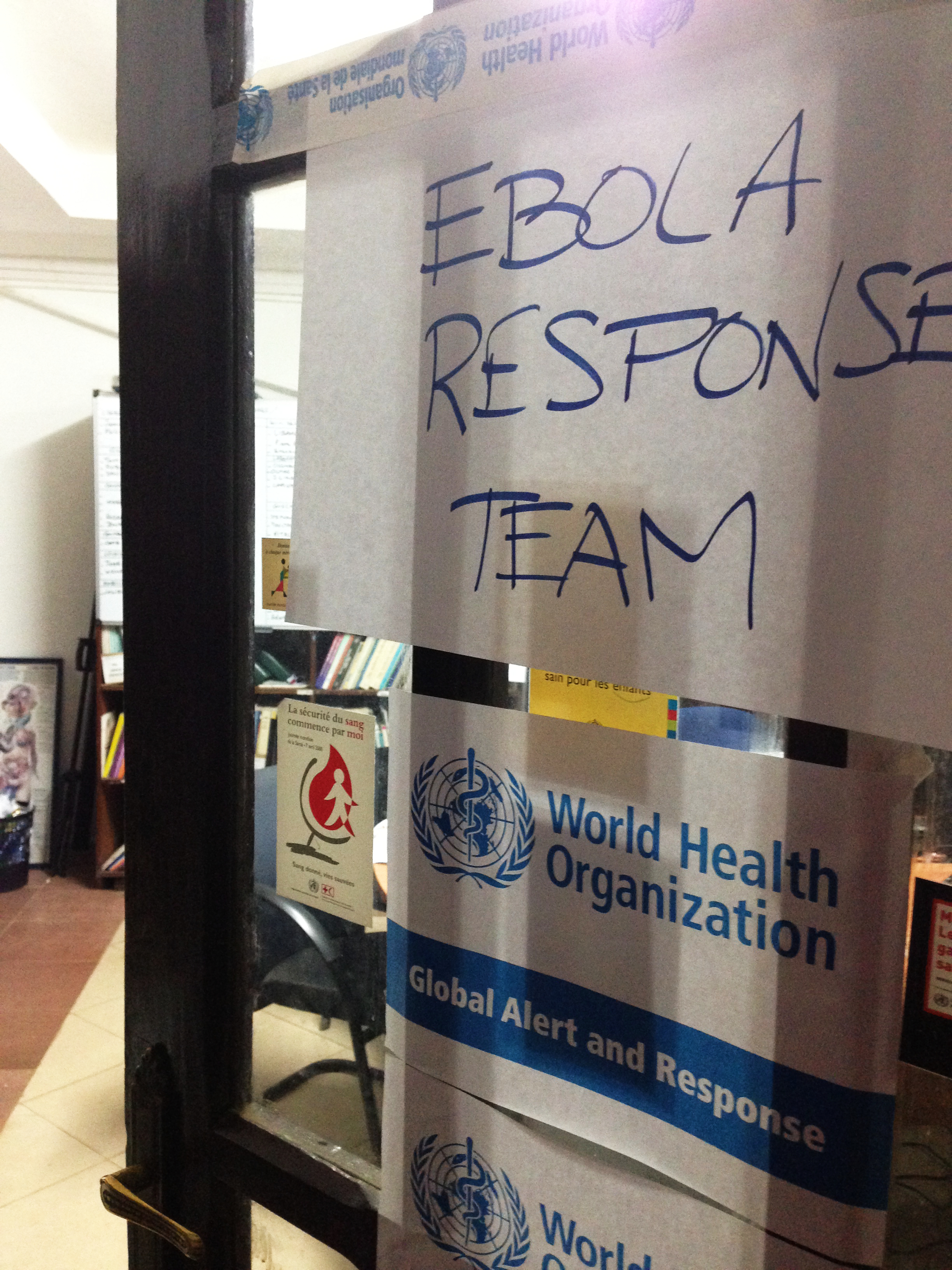
Die WHO macht auf ihr Engagement vor Ort aufmerksam

Der für die Region Afrika zuständige WHO-Direktor Luis Sambo besuchte vom 21. bis zum 25. Juli 2014 die zum damaligen Zeitpunkt betroffenen Staaten Liberia, Sierra Leone und Guinea. Dabei erfolgten Treffen mit den Präsidenten, Gesundheitsministern und weiteren Regierungsvertretern, sowie mit internationalen und lokalen Nichtregierungsorganisationen und UN-Vertretern. Der WHO-Direktor versicherte, dass die Epidemie durch die bekannten Präventions- und Kontrollmaßnahmen einzudämmen sei, betonte aber auch, wie ernst die Situation sei. Um international verbindliche Vorschriften zu initiieren, erklärte die Weltgesundheitsorganisation WHO die Epidemie am 8. August 2014 zur gesundheitlichen Notlage internationaler Tragweite.
Ende August 2014 stellte die WHO einen Plan (roadmap) vor, wie man die Epidemie innerhalb der nächsten sechs bis neun Monate stoppen könne. Darin waren internationale Hilfsmaßnahmen vorgesehen, um in den Epidemiegebieten flächendeckend Behandlungszentren errichten und die notwendigen Güter bereitstellen zu können. Die Kosten dafür wurden von der WHO auf 500 Millionen US-Dollar geschätzt. Da sich die Situation vor allem in Liberia und Sierra Leone stetig verschlechterte, forderte der UN-Generalsekretär Ban Ki-moon Anfang September in einem öffentlichen Appell insbesondere die Industriestaaten zu mehr Hilfeleistungen auf. Am 22. September 2014 wurde durch den Notfallausschuss für Internationale Gesundheitsvorschriften (IHR Emergency Committee) beschlossen, dass die Maßnahmen im Rahmen der Gesundheitlichen Notlage internationaler Tragweite weiter gültig seien. Außerdem wurden Standards für Bekämpfungsmaßnahmen festgelegt, wie das Auffinden von Kontaktpersonen, sichere Bestattungen und Mobilisierung der Bevölkerung. Diese setzte die WHO zusammen mit MSF und anderen Organisationen im Rahmen der UN-Mission um.

#### UNMEER
Am 18. September kam der Sicherheitsrat der Vereinten Nationen zusammen, das erste Mal in seiner Geschichte anlässlich einer Krise, die durch eine Krankheit verursacht wurde. Der UN-Generalsekretär Ban Ki-moon bezeichnete die Ebolafieber-Epidemie in Westafrika als „weltweite Gefahr für Frieden und Sicherheit“. Er kündigte an, dass eine UN-Mission für einen Notfall-Einsatz gegen die Epidemie durchgeführt werde. Die internationale Mission wird als UNMEER bezeichnet, als Abkürzung für United Nations Mission for Ebola Emergency Response. Es wurden fünf Ziele der Mission definiert: die Epidemie zu stoppen, die Erkrankten zu behandeln, die Grundversorgung zu sichern, die Stabilität zu bewahren und weitere Ausbrüche zu verhindern. Ban Ki-moon betonte, dass ein Erfolg im Kampf gegen die Epidemie nur mit Unterstützung der internationalen Staatengemeinschaft möglich sei. Er forderte, dass die Maßnahmen um das 20-Fache verstärkt werden müssten und finanzielle Mittel in Höhe von einer Milliarde US-Dollar in den nächsten sechs Monaten dafür bereitzustellen seien.
Von dem ursprünglich geschätzten Bedarf in Höhe von einer Milliarde US-Dollar waren zum Start lediglich 100.000 US-Dollar von der kolumbianischen Regierung eingezahlt gewesen. Zum Stand 16. Januar 2015 wurde der Bedarf bis März 2015 auf 1,5 Milliarden US-Dollar geschätzt, wovon ca. 1,18 Milliarden (77 %) gesammelt waren. Für die Zeit April bis September 2015 schätzte UNMEER den Bedarf auf weitere 1,5 Milliarden US-Dollar.
Ende September 2014 wurde in Accra (Ghana) die Zentrale der Mission eingerichtet, sie wird durch den Sonderbeauftragten des UN-Generalsekretärs, Anthony Banbury, geleitet. Am 14. Oktober 2014 berichtete Banbury im UN-Sicherheitsrat über die anstehenden Maßnahmen. UNMEER übernimmt die Leitung für den Notfall-Einsatz im Epidemiegebiet und koordiniert die Zusammenarbeit anderer UN-Organisationen, Hilfsorganisationen und Regierungsorganisationen. So ist beispielsweise UNICEF federführend bei der Mobilisierung der Bevölkerung.
Zum 1. Oktober 2014 wurde ein 90-Tage-Plan in Kraft gesetzt, mit dem man stufenweise die Eindämmung der Epidemie erreichen will. Innerhalb von 60 Tagen sollen 70 % der Erkrankten isoliert und medizinisch versorgt werden und 70 % der an Ebolafieber Verstorbenen sicher und würdevoll bestattet werden (sogenanntes 70-70-60-Ziel). Diese angestrebten Raten sollen innerhalb von 90 Tagen bei 100 % liegen (sogenanntes 100-100-90-Ziel). Weitere Ziele und deren Umsetzung sind seit Oktober in den Situation Reports der WHO aufgeführt. So ist die Errichtung von Ebola Treatment Centres (ETC, Ebola-Behandlungszentren) von großer Bedeutung. Ende Oktober standen lediglich 22 % der erforderlichen 4707 ETC-Plätze zur Verfügung. Ebenfalls sollen Community Care Centres (CCC, Öffentliche Betreuungszentren) eingerichtet werden, die mit Hilfe einer Gemeinde betrieben werden. Sie sollen als Alternative zu einem Behandlungszentrum dienen, wenn dort Kranke wegen Überfüllung abgewiesen werden. Ende Oktober standen lediglich 4 % der erforderlichen 2685 CCC-Plätze zur Verfügung. Weitere Indikatoren, mit denen die Wirksamkeit von Maßnahmen gegen die Ebolafieber-Epidemie gemessen werden soll, sind in der folgenden Tabelle wiedergegeben. Die zugrundeliegenden Daten werden durch UNMEER, WHO, IRFC (Internationale Rotkreuz- und Rothalbmond-Bewegung) und weitere Organisationen ermittelt.
| Land                                                       | Ziel ggf. Prozentzahl                                                                                          | Stand Ende Oktober 2014 Istwert/Sollwert (in Prozent) | Stand Ende November 2014 Istwert/Sollwert (in Prozent) | Stand Ende Dezember 2014 Istwert/Sollwert (in Prozent) |
| ---------------------------------------------------------- | --- | ----------------------------------------------------- | ------------------------------------------------------ | ------------------------------------------------------ |
| Guinea                                                     | Zahl der Betten in betriebsbereiten ETCs                                                                       | 160/670 (24 %)                                        | 245/490 (50 %)                                         | 250/695 (36 %)                                         |
| Guinea                                                     | Zahl der Betten in betriebsbereiten CCCs                                                                       | 0/328 (0 %)                                           | 0/328 (0 %)                                            | 1/62                                                   |
| Guinea                                                     | isolierte Krankheitsfälle / Betten pro gemeldeter Patient (70 % zum 1. Dezember bzw. 100 % zum 1. Januar 2015) | 99 % (geschätzt)                                      | 100 % / 2,3                                            | keine Daten / 1,9                                      |
| Guinea                                                     | Bestattungsteams, die geschult und im Einsatz sind (70 % zum 1. Dezember bzw. 100 % zum 1. Januar 2015)        | 34/60 (57 %)*                                         | 50/60 (83 %)**                                         | 64/62 (103 %)                                          |
| Liberia                                                    | Zahl der Betten in betriebsbereiten ETCs                                                                       | 613/2732 (22 %)                                       | 1269/1733 (73 %)                                       | 660/1989 (33 %)                                        |
| Liberia                                                    | Zahl der Betten in betriebsbereiten CCCs                                                                       | 88/1100 (8 %)                                         | 27/1100 (2 %)                                          | 103/428 (24 %)                                         |
| Liberia                                                    | isolierte Krankheitsfälle / Betten pro gemeldeter Patient (70 % zum 1. Dezember bzw. 100 % zum 1. Januar 2015) | keine Daten                                           | 100 % / 11,7                                           | keine Daten / 13,9                                     |
| Liberia                                                    | Bestattungsteams, die geschult und im Einsatz sind (70 % zum 1. Dezember bzw. 100 % zum 1. Januar 2015)        | 55/220 (25 %)*                                        | 77/100 (77 %)                                          | 89/100 (89 %)                                          |
| Sierra Leone                                               | Zahl der Betten in betriebsbereiten ETCs                                                                       | 356/1209 (29 %)                                       | 517/1460 (35 %)                                        | 896/1783 (50 %)                                        |
| Sierra Leone                                               | Zahl der Betten in betriebsbereiten CCCs                                                                       | 36/1208 (3 %)                                         | 190/1208 (16 %)                                        | 291/1208 (24 %)                                        |
| Sierra Leone                                               | isolierte Krankheitsfälle / Betten pro gemeldeter Patient (70 % zum 1. Dezember bzw. 100 % zum 1. Januar 2015) | 37 % (geschätzt)                                      | 100 % / 1,5                                            | keine Daten / 3,6                                      |
| Sierra Leone                                               | Bestattungsteams, die geschult und im Einsatz sind (70 % zum 1. Dezember bzw. 100 % zum 1. Januar 2015)        | 50/90 (56 %)*                                         | 94/114 (82 %)                                          | 101/114 (89 %)                                         |
| * Stand: Mitte Oktober 2014; ** Stand: Mitte November 2014 | |                                                       |                                                        |                                                        |

Zum festgelegten Stichtag 1. Dezember 2014 (das 70-70-60-Ziel) teilte die WHO mit, dass die Ziele in Liberia und Guinea erreicht worden seien, in Sierra Leone jedoch nur in einigen Regionen. In den Situation Reports wurde darauf aufmerksam gemacht, dass die 100 %-Versorgung der Infizierten lediglich eine stark vereinfachte Darstellung ist. Es wird die Anzahl der für die Behandlung zur Verfügung stehenden Betten durch die Anzahl der Neuinfektionen (jeweils für einen dreiwöchigen Zeitraum) dividiert. In Gebieten, in denen aktuell eine große Anzahl von Neuinfektionen erfolgt, können daher trotzdem nicht alle Erkrankten isoliert werden, während in Gebieten, in denen die Epidemie nicht mehr aktiv ist, Behandlungszentren zum Teil leer stehen. Nach Aussage der WHO gibt es keine verlässlichen oder vergleichbaren Daten aus den Kliniken, so dass die Angabe auf diese Weise erfolgt. Außerdem warnte Bruce Aylward, stellvertretender Generaldirektor der WHO, davor, dass auch mit Erreichen dieser Ziele die Übertragung und damit Neuinfektionen nicht ausgeschlossen seien. Noch immer sei nicht sichergestellt, dass alle Erkrankten gefunden und Kontaktpersonen ermittelt und überwacht werden. Im Vergleich mit den epidemiologischen Prognosen von September und Oktober zeigte sich jedoch ein Erfolg der Gegenmaßnahmen.

#### Wohltätigkeitsaktionen
Im November 2014 gab es, organisiert durch Bob Geldof, eine Neuauflage des Lieds Do They Know It’s Christmas? im Musikerprojekt Band Aid 30, mit dem Ziel, durch den Erlös der Single Spenden für die Bekämpfung der Epidemie zu sammeln. Die britische Version hat bisher 1,2 Millionen Pfund eingebracht. Zusätzlich wurde am 21. November 2014 auch eine deutschsprachige Version veröffentlicht, dieses Projekt wurde von Campino (Die Toten Hosen) organisiert.

### Maßnahmen in bzw. durch Deutschland
An deutschen Flughäfen und Seehäfen finden im Gegensatz zu Großbritannien, Frankreich oder den USA keine Gesundheitskontrollen statt. Bundesgesundheitsminister Hermann Gröhe hält dies für Länder ohne direkte Flugverbindungen in das Ebola-Gebiet für nicht sinnvoll. Aus Deutschland gäbe es keine Direktflüge in die drei am stärksten betroffenen Länder. Bayern dagegen verstärkt seinen Schutz auf seinen beiden internationalen Flughäfen in Nürnberg und München. Hierüber erfolgen täglich die Zubringerflüge aus Frankfurt am Main oder Brüssel, von wo aus Westafrika angeflogen wird. Die Task-Force Infektiologie soll dafür sorgen, dass verdächtige Personen bereits im Flughafengebäude isoliert werden. Dafür sollen in Kürze fünf mobile Arztstellen sowie ein Krankenraum im Flughafengebäude eingerichtet werden.
Neben Frankreich, Großbritannien und Spanien ist seit Juli 2014 auch in Deutschland ein interministerieller Krisenstab im Auswärtigen Amt eingerichtet. Am 8. Oktober 2014 wurde Walter Johannes Lindner, bis dahin Botschafter in Venezuela, zum Ebola-Beauftragten der Bundesregierung ernannt.
Von Dakar im Senegal aus wurde Anfang Oktober 2014 eine Luftbrücke nach Monrovia in Liberia eingerichtet. Auf diese Weise wurden Hilfsgüter wie Schutzkleidung und Desinfektionsmaterial durch die Bundeswehr transportiert. Darüber hinaus befindet sich die Bundeswehr mit eigenen Kräften in Mali sowie im Senegal.
Nach einem Aufruf der Bundesministerin der Verteidigung Ursula von der Leyen und des Gesundheitsministers Hermann Gröhe Ende September hatten sich rund 5000 Freiwillige gemeldet, darunter 1200 zivile Helfer beim Deutschen Roten Kreuz (DRK). Das DRK gab jedoch an, dass weniger als 100 von ihnen für einen längeren Zeitraum vom Arbeitgeber freigestellt würden bzw. geeignet wären. Auch Ende Oktober gab es immer noch zu wenige qualifizierte Helfer. Die zivilen Helfer sollen beim Ausbau eines Behandlungszentrums in Kenema (Sierra Leone) auf eine Behandlungskapazität von 100 Betten mitwirken. Außerdem ist für Ende November 2014 die Inbetriebnahme eines Ebola Treatment Centre (ETC) in Monrovia mit ebenfalls 100 Betten geplant. Hier sollen Helfer des DRK und Angehörige des Sanitätsdienstes der Bundeswehr zusammenarbeiten. Von 3000 Personen, die sich ursprünglich freiwillig bei der Bundeswehr gemeldet hatten, wurden 85 Helfer zum 18. November 2014 fertig ausgebildet.
Ein erstes zehnköpfiges Team aus Angehörigen der Bundeswehr und des DRK reiste am 7. November nach Liberia, am 24. November folgten weitere Helfer. Das Bundesministerium der Verteidigung teilte mit, dass ihr Einsatz vier bis fünf Wochen dauern werde. Bei ihrer Rückkehr müssen sie für eine Woche in Quarantäne. Danach folgen zwei weitere Wochen freiwilliger Beobachtung.
Da die Bundeswehr nicht über ein Spezialflugzeug zur Evakuierung hoch ansteckender Patienten verfügte, wurde am 22. Oktober 2014 beschlossen, ein solches Notfallflugzeug anzuschaffen. Den Auftrag, eine solche Maschine bereitzustellen, erhielt die Lufthansa. Die Inbetriebnahme des Ebola-Rettungsflugzeug erfolgte am 27. November 2014. Die Lufthansa hatte einen Airbus A340-300 zur Verfügung gestellt. Der ehemalige Langstreckenjet wurde mit einer Isolierstation eingerichtet, mit der extreme Ebola-Fälle im Flug klinisch behandelt werden können. Namensgeber ist der deutsche Mediziner und Mikrobiologe Robert Koch. Verantwortlich für den Gesamtumbau der Inneneinrichtung waren neben der Lufthansa und der deutschen Bundesregierung auch das Robert Koch-Institut, der Umbau wurde in Hamburg vorgenommen.
Weiterhin wurden von der Bundeswehr 20 spezielle Transportsysteme angeschafft, mit denen Patienten liegend und isoliert in einem Flugzeug transportiert werden können. Im Bundeswehrzentralkrankenhaus Koblenz wurden im Oktober 2014 Transportisolatoren einer fachlichen Prüfung unterzogen.
Die Luftwaffenbasis Ramstein dient dem US-Militär für ihre Flüge als Logistikzentrum, über das Material und Personal nach Afrika transportiert werden. Als Quarantänestation für amerikanische Soldaten, die zurückkehren, ist die US-Heereskaserne Smith Barracks im rheinland-pfälzischen Baumholder vorgesehen. Drei Wochen soll dort eine „kontrollierte Beobachtung“ mit medizinischen Untersuchungen erfolgen. Die ersten 20 US-Soldaten warten (Stand: November 2014) bereits in Afrika auf ihre Rückkehr nach Deutschland. Insgesamt soll die Kaserne bis zu 200 von ihnen aufnehmen. Das Land Rheinland-Pfalz und das Bundesministerium der Verteidigung haben diesen Plänen bereits zugestimmt. Die Genehmigung des Auswärtigen Amts in Berlin steht noch aus.

### Reisebeschränkungen und andere Maßnahmen
Beschränkungen des Reiseverkehrs oder des Handels werden von der Weltgesundheitsorganisation und ihrer Travel and Transport Task Force nicht empfohlen. Die WHO sieht Flugreisen als geringes Risiko für die Übertragung von Ebolafieber an: “Because the risk of Ebola transmission on airplanes is so low, WHO does not consider air transport hubs at high risk for further spread of Ebola.”

#### Afrika
Sambia kündigte im August 2014 Reisebeschränkungen für Menschen aus den Epidemiegebieten an. Den Staatsbürgern Sambias wurde ein Reiseverbot in diese Länder erteilt.
Am 23. August 2014 wurde bekannt, dass die benachbarte Elfenbeinküste aus Furcht vor einer Ausbreitung der Epidemie die Grenzen zu Guinea und Liberia schließt. Nach Angaben der Weltgesundheitsorganisation waren bis dahin noch keine Fälle von Ebola in dem Land aufgetreten. Zuvor hatte nach einer vorzeitigen Entspannung der Lage auch der Senegal seine Grenzen zu Guinea geschlossen sowie entsprechende Maßnahmen für Flugzeuge und Schiffe aus Guinea, Sierra Leone und Liberia beschlossen. Auch Südafrika verhängte ein Einreiseverbot für Reisende, die aus den betroffenen Ländern kommen.
Demgegenüber hielt Mali die Grenze zu Guinea offen. Mauretanien hingegen schloss die Grenze zu Mali. Die ersten Krankheitsfälle in Mali im Oktober und November 2014 ließen sich jeweils auf erkrankte Personen, die aus Guinea eingereist waren, zurückführen. Epidemiologen wiesen darauf hin, dass bei offenen Grenzübergängen zu Guinea das Risiko weiterer Fälle für Mali entsprechend hoch sei.

#### Außerhalb Afrikas
Am 13. August 2014 forderte das Auswärtige Amt Deutschlands alle deutschen Staatsbürger zur Ausreise aus den westafrikanischen Ländern Guinea, Sierra Leone und Liberia auf und riet dringend von Reisen in diese Länder ab. Es wurde betont, dass dies nicht für medizinisches und humanitäres Personal gelte, das bei der Eindämmung der Epidemie hilft. Das Auswärtige Amt machte darauf aufmerksam, dass an den Grenzen und Flughäfen westafrikanischer Staaten, auch außerhalb der von der Epidemie betroffenen, mit verstärkten Kontrollen zu rechnen sei. Reisende mit medizinischen Auffälligkeiten, wie Fieber, müssten mit Zwangsquarantäne rechnen. Für Mali wurde im November 2014 eine Teilreisewarnung ausgesprochen.
Die Reisewarnungen für US-Bürger wurden am 31. Juli 2014 auf die höchste Stufe (engl. Level 3 Travel Notice) für Guinea, Liberia und Sierra Leone gesetzt. Damit forderten die Centers for Disease Control and Prevention (CDC) die Bürger auf, alle nicht absolut notwendigen Reisen in diese Staaten zu unterlassen. Nach dem ersten in den USA diagnostizierten Fall wurden im Oktober 2014 an fünf US-amerikanischen Flughäfen schärfere Kontrollmaßnahmen eingeleitet. Reisende aus Guinea, Liberia oder Sierra Leone kommen an einem dieser fünf Flughäfen an. Bei Personen, die aus diesen Staaten in die USA einreisen, wird die Körpertemperatur gemessen und sie werden auf Krankheitssymptome untersucht. Weiterhin erfolgt eine Befragung und sie erhalten ein CARE (Check and Report Ebola) Kit mit Informationen und Messgeräten, um die Körpertemperatur über einen Zeitraum von 21 Tagen zu überwachen. Die Überwachung erfolgt in Zusammenarbeit mit lokalen oder staatlichen Gesundheitsbehörden. Am 17. November 2014 wurden diese Maßnahmen auch auf Passagiere aus Mali erweitert. Vertreter der Republikanischen Partei forderten, dass alle Flüge aus den westafrikanischen Epidemiegebieten in die USA verboten werden sollen.
Für Nigeria wurde im August 2014 die Stufe 2 (engl. Level 2 Travel Notice) angeordnet, eine Alarmstufe (engl. Alert), die Reisende dazu auffordert, erweiterte Schutzmaßnahmen einzuhalten. Am 7. Oktober 2014 wurde die Warnstufe für Nigeria gesenkt (engl. Level 1 Travel Notice) mit dem Hinweis, dass die Epidemie in diesem Land eingedämmt werden konnte.
Zum gleichen Zeitpunkt wurden in London an den Flughäfen Gatwick und Heathrow sowie am Terminal des Eurostar Befragungen der Passagiere aus den afrikanischen Epidemiegebieten eingeführt. Ebenfalls im Oktober 2014 fand in Großbritannien die erste Simulation eines Ebolafieber-Ausbruchs in Europa statt. Die britische Regierung wollte überprüfen, ob das Gesundheitssystem genügend darauf vorbereitet war. Auch Frankreich und Tschechien kündigten Kontrollen an Flughäfen an.
Anlässlich des Haddsch, der islamischen Pilgerfahrt nach Mekka im Oktober 2014, wurden von den Behörden in Saudi-Arabien Vorkehrungen wegen der Ebolafieber-Epidemie getroffen. Pilger aus den von der Epidemie betroffenen Staaten erhielten keine Visa für die Einreise. Weiterhin wurden Quarantänestationen eingerichtet.
Ende Oktober 2014 verfügte Kanada einen Einreisestopp für Personen, die sich in den vergangenen drei Monaten in einem der von Ebola betroffenen Länder aufgehalten haben. Zuvor hatte Australien einen Einreisestopp verhängt. Ebenfalls Ende Oktober 2014 beschloss die Regierung Nordkoreas eine dreiwöchige Quarantäne für alle einreisenden Ausländer. Reisende aus Infektionsgebieten sollten isoliert von anderen Ausländern nach Anweisung der Regierung in Hotels unter medizinische Beobachtung gestellt werden. Im März 2015 wurde die Quarantänepflicht auf Einreisende aus den Epidemiegebieten Afrikas beschränkt, allerdings wurden für den geplanten Marathonlauf in Pjöngjang keine ausländischen Athleten zugelassen.

#### Finanzielle Hilfen
Am 4. August 2014 gab die Weltbank bekannt, den betroffenen Ländern Guinea, Liberia und Sierra Leone durch eine Nothilfe bis zu 200 Mio. US-Dollar (149 Mio. Euro) zur Verfügung zu stellen. Ebenfalls finanzielle Hilfen wurden von der Afrikanischen Entwicklungsbank (60 Mio. US-Dollar) und der WHO (100 Mio. US-Dollar) zugesagt.
Durch Veruntreuung von mindestens fünf Millionen Euro an Ebola-Geldern entstanden erhebliche finanzielle Schäden. So sind laut einem Finanzprüfungsbericht fast zwei Millionen der Rot-Kreuz-Spenden durch Mitarbeiter der Internationalen Rotkreuz- und Rothalbmond-Bewegung in Sierra Leone mit Hilfe von Bankangestellten hinterzogen worden. Durch überhöhte Preise für Hilfsgüter und maßlose Personalkosten gingen in Liberia circa zwei Millionen Euro verloren. Für die Zollabfertigung in Guinea wurde eine Million Euro zu viel abgerechnet. Weitere Untersuchungen waren 2017 noch nicht abgeschlossen.

## Auswirkungen der Epidemie

### Wirtschaftliche Folgen
Die wirtschaftlichen Folgen der Epidemie für die drei hauptsächlich betroffenen Staaten Sierra Leone, Liberia und Guinea sind weitreichend. Der freie Waren- und Personenverkehr in den Ländern ist aufgrund der Quarantänemaßnahmen erheblich eingeschränkt, was zu Preissteigerungen und Einnahmeausfällen führt. Zahlreiche internationale Firmen und Entwicklungsorganisationen brachten im Laufe der Epidemie ihre Mitarbeiter in Sicherheit, so dass die zugehörigen Projekte ins Stocken oder zum Stillstand kamen. Hinzu kommen erhebliche Mehrbelastungen für die staatliche Administration und für das öffentliche Gesundheitswesen. Der Präsident der Weltbank, Jim Yong Kim, sprach am 17. September 2014 von einer wirtschaftlichen „Katastrophe“ für die drei Länder.
Eine vom Entwicklungsprogramm der Vereinten Nationen (UNDP) im November veröffentlichte Studie weist ebenfalls auf die verheerenden wirtschaftlichen Folgen der Epidemie hin. Für die Bevölkerung in den drei hauptsächlich betroffenen Staaten hatte dies spürbare Auswirkungen. Im letzten halben Jahr sank das durchschnittliche Haushaltseinkommen in Guinea um 13 %, in Sierra Leone um 30 % und in Liberia um 35 %. Ursache hierfür waren Verdienstausfälle und gestiegene Preise für Grundnahrungsmittel.
Nach Einschätzung von Wolfgang Jamann, Generalsekretär der Welthungerhilfe zur Situation in Sierra Leone im Oktober 2014 kürzen oder verschieben Investoren geplante Investitionen und ausländische Unternehmen ziehen sich aus dem Land zurück. Die Region würde zunehmend von internationalen Märkten isoliert und staatliche Maßnahmen zur Eindämmung der Krankheit beeinträchtigten den Handel. Die wöchentlichen Zementverkäufe der Bauindustrie sind zwischen Januar und Oktober 2014 um 60 % gefallen. Bars, Restaurants und viele Märkte mussten schließen, die Belegungsraten von Hotels sind seit dem Ausbruch der Krise von über 60 % auf 13 % gesunken.
Die Volkswirtschaften mehrerer westafrikanischer Länder stehen aufgrund der Auswirkungen der Ebola-Epidemie kurz vor dem Zusammenbruch.

### Humanitäre Krisen in den betroffenen Staaten
Die Welthungerhilfe warnte im August 2014 vor einer humanitären Krise in den betroffenen Gebieten. Als Folge der Quarantäne-Maßnahmen war der Handel in mehreren Gebieten zum Erliegen gekommen. Die Preise für Grundnahrungsmittel waren deutlich gestiegen. Weiterhin war die Versorgung mit Lebensmitteln und Treibstoff eingeschränkt, da internationale Lieferungen per Schiff oder Flugzeug ausgesetzt wurden. Die Welthungerhilfe kündigte am 21. August 2014 an, die Menschen in den unter Quarantäne gestellten Gebieten mit Lebensmitteln und Hygieneartikeln zu versorgen. Die Welthungerhilfe warnte im Oktober 2014 erneut vor den weitreichenden Folgen für die Versorgung mit Nahrungsmitteln. Die Epidemie werde „in den kommenden Monaten erhebliche Auswirkungen auf die Ernährungslage in den betroffenen Ländern haben“, erklärte Bärbel Dieckmann, die Präsidentin der Welthungerhilfe. Die Hilfsorganisation Médecins Sans Frontières (Ärzte ohne Grenzen) bezeichnete im August 2014 die Lage in den Gebieten als „humanitäre Katastrophe“, vor allem da medizinische Einrichtungen zur allgemeinen Gesundheitsversorgung geschlossen wurden. Sie übte Kritik an dem ihrer Ansicht nach unzureichenden Engagement der internationalen Staatengemeinschaft.
In Liberia, das besonders stark von der Epidemie betroffen war, warnte der Verteidigungsminister Brownie Samukai im September 2014 in einer Rede vor den Vereinten Nationen vor den Auswirkungen für das Land, dessen nationale Existenz bedroht sei. Die ohnehin schwache medizinische Infrastruktur stehe vor dem Zusammenbruch, da bereits viele Helfer selbst an Ebolafieber erkrankt oder daran gestorben sind. Handel, Verkehr und Lebensmittelproduktion brachen zusammen, was zu einem Kollaps des Staates führen könne. Erschwerend kam hinzu, dass das Land nur noch von zwei internationalen Fluggesellschaften angeflogen wurde. Anlässlich der Tagung von IWF und Weltbank im Oktober 2014 baten auch die Präsidenten von Sierra Leone, Ernest Bai Koroma und Guinea, Alpha Condé um schnellere Unterstützung. Die Lage in den westafrikanischen Ländern sei „fragil“.

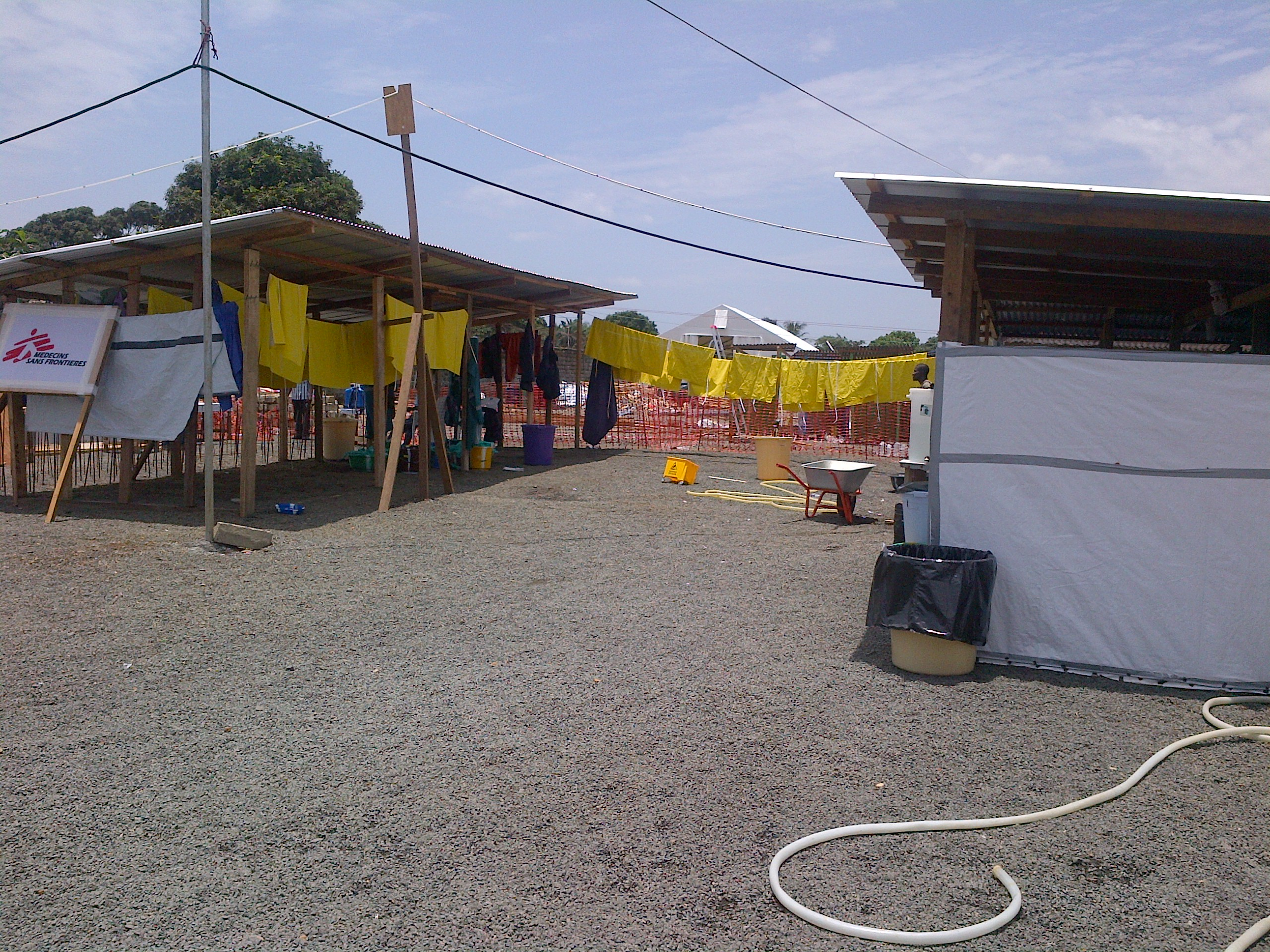
Das von Médecins Sans Frontières (Ärzte ohne Grenzen) im August 2014 eingerichtete Behandlungszentrum ELWA-3

Das von der Organisation Ärzte ohne Grenzen in Liberias Hauptstadt Monrovia eingerichtete ELWA-3-Ebola-Behandlungszentrum mit 120 Betten war bereits nach kurzer Zeit ausgelastet. Der belgische Arzt Pierre Trbovic (Ärzte ohne Grenzen) berichtete, dass erkrankte Personen nicht mehr aufgenommen werden können und in die Familien zurückgeschickt werden müssen. Nach Schätzungen der WHO standen im Oktober 2014 nur 23 % der benötigten Plätze zur Behandlung von Ebolafieber tatsächlich zur Verfügung.
Die Quarantäne des Stadtteils West Point der liberianischen Hauptstadt Monrovia führte zu Ausschreitungen. Durch die unzureichende Versorgung mit Gütern des täglichen Bedarfs und die schlechte medizinische Versorgung kam es in diesem Armenviertel zu Plünderungen und Panik unter den Eingeschlossenen, die Polizei setzte Tränengas ein. Nachdem die liberianische Regierung ihre Zusage, ab dem 9. Oktober 2014 Risikozulagen an die Mitarbeiter im Gesundheitswesen zu zahlen, nicht einhielt, streikte das medizinische Personal. Es wurde darüber berichtet, dass auch Gehälter aus dem Vormonat noch nicht gezahlt worden seien. Der Streik wurde nach wenigen Tagen beendet. UN-Untergeneralsekretär Hervé Ladsous warnte im UN-Sicherheitsrat Mitte Oktober vor einer Staatskrise und dem Zusammenbruch des Gesundheitssystems. Er erklärte, dass das Vertrauen der Bevölkerung in die Institutionen sinke. Als Folge des stark beeinträchtigten Gesundheitssystems stand vielen Liberianern keine reguläre Gesundheitsversorgung mehr zur Verfügung, so dass beispielsweise ab Ende Oktober 2014 Malaria-Medikamente durch die Hilfsorganisation Ärzte ohne Grenzen verteilt wurden.
Auch in Freetown, der Hauptstadt von Sierra Leone, konnte die Behandlung von Erkrankten nicht mehr sichergestellt werden. Das Gesundheitssystem brach zusammen, die Krankenstationen waren überfüllt, so dass Infizierte abgewiesen werden mussten. Die Leichen der an Ebolafieber Verstorbenen, durch die das Virus übertragen werden kann, blieben über Stunden oder Tage in den Häusern oder auf den Straßen liegen. Nach Schätzungen der WHO standen im Oktober 2014 nur 29 % der benötigten Plätze zur Behandlung von Ebolafieber tatsächlich zur Verfügung. Aus Sierra Leone wurden Unruhen und Gewalttaten gegenüber Hilfskräften gemeldet. Im Oktober 2014 wurden beispielsweise zwei Helfer in Koidu von einer Gruppe bewaffneter Bewohner getötet. Von den geschlossenen Schulen sind 1,6 Millionen Schulkinder betroffen, viele von ihnen verlieren ihre Schulspeisung. Die Preise für Nahrungsmittel stiegen drastisch, zwischen März und August 2014 stieg der Preis für Fisch um 40 %, für Maniok um mehr als 50 % und für Reis um 13 %.
Im September 2014 wurde in Guinea über Todesopfer unter Ärzten und Helfern berichtet, die in der abgelegenen Region Womey, einer Unterpräfektur Guineas, über Ebolafieber informieren wollten.
Die medizinische Versorgung in Krankenhäusern in Sierra Leone ist im Dezember 2014 schlecht und gefährdet die Malaria-Bekämpfung. Mindestens drei Ärzte sind an dem Virus gestorben.
Im März 2015 werden in den betroffenen Ländern Guinea, Liberia und Sierra Leone massive Anstiege von Masern, Malaria, anderen Krankheiten und Müttersterblichkeit erwartet, die die ursprünglichen Opferzahlen der Epidemie deutlich übersteigen. Die ohnehin schon schwachen Gesundheitssysteme seien mit der Epidemie zusammengebrochen.

### Tourismus
Einige afrikanische Staaten führten zur Bekämpfung des Ebolafiebers Reisebeschränkungen ein. So schloss zum Beispiel das westafrikanische Guinea im Oktober 2014 seine Grenzen zu Sierra Leone und Liberia, um zu vermeiden, dass weitere Infizierte in das Land kämen. Auch Sambia und weitere Staaten reagierten ähnlich mit Reisebeschränkungen.
Während weltweit Staaten wie Kanada, Australien oder Saudi-Arabien für Einwohner der betroffenen westafrikanischen Staaten ein Einreiseverbot verhängten, reagierten die EU-Länder meist gemäßigter mit verstärkten Kontrollen und Gesundheits-Checks bei der Einreise. Einige Staaten verzichteten sogar gänzlich auf Beschränkungen und verstärkte Kontrollen. Auch Deutschland verzichtete auf solche Vorsichtsmaßnahmen, da eine Ausbreitung von Ebola in Deutschland durch einen kranken Flugpassagier von den Behörden allgemein für sehr gering eingeschätzt wurde.
Die Auswirkungen auf den Tourismus außerhalb der drei betroffenen Staaten waren gering: Die Zahl der in Subsahara-Afrika eintreffenden Touristen stieg 2014 gegenüber 2013 um 3 %, während der weltweite Anstieg 4,4 % betrug.